# Elecciones generales de Costa Rica de 2018
Las elecciones presidenciales de Costa Rica de 2018 se realizaron el domingo 4 de febrero de 2018 para elegir al presidente de la República, los vicepresidentes y los diputados del Congreso. Sin embargo, debido a que ningún candidato logró superar el mínimo constitucional del 40 % de los votos (necesarios para ganar los comicios) debió realizar un balotaje para el 1 de abril.
En este participaron los dos candidatos más votados: el diputado, periodista y cantante cristiano Fabricio Alvarado Muñoz del partido conservador Restauración Nacional; y el escritor, politólogo, periodista y exministro Carlos Alvarado Quesada del socialdemócrata Partido Acción Ciudadana con 24,91 % y 21,66 % respectivamente.
A estos le siguieron Antonio Álvarez Desanti de Liberación Nacional con 18,62 %, Rodolfo Piza Rocafort de la Unidad Social Cristiana con 16,02 %, Juan Diego Castro Fernández de Integración Nacional con 9,52 % y Rodolfo Hernández Gómez del Republicano Socialcristiano con 4,95 %.
Las votaciones de 2018 fueron los decimoséptimos comicios efectuados en el país desde que está vigente la constitución política de 1949. Además, representaron la ruptura más drástica del tradicional bipartidismo costarricense al suceder, por primera vez desde que está vigente la Segunda República, que ninguno de los dos partidos tradicionales (PLN y PUSC) pasaran a la segunda ronda. El PLN sufrió en estos comicios la mayor derrota electoral de su historia.
La segunda ronda fue ganada por Carlos Alvarado, quien logró acuñar el 60% de los votos por sobre su rival Fabricio Alvarado que obtuvo 39%. Es la primera vez en la historia de Costa Rica que el candidato que quedó de segundo en la primera vuelta gana el balotaje, además de ser la primera vez que el abstencionismo se reduce con respecto a los resultados de la primera ronda. Por segunda ocasión, un candidato obtuvo más de un millón de votos en la segunda ronda, siendo la primera el cuatrienio anterior con Luis Guillermo Solís del mismo partido.
Con la victoria de Carlos Alvarado, la diputada Epsy Campbell Barr se convirtió en la primera mujer afrodescendiente en ocupar la vicepresidencia de Costa Rica y de una nación latinoamericana. Durante las ausencias en el cargo de Alvarado se convertirá en la primera mujer afrodescendiente en ser presidenta de Costa Rica y de una nación latinoamericana.
Aunado a lo anterior, en las elecciones resultó elegido el primer diputado abiertamente homosexual en la historia de Costa Rica, Enrique Sánchez Carballo con el Partido Acción Ciudadana.
Pasados los comicios ambos candidatos hicieron un llamado a la unidad nacional.

## Antecedentes
En los comicios previos realizados el 2 de febrero de 2014 y en segunda ronda el 6 de abril del mismo año, resultó vencedor en ambas rondas el candidato del Partido Acción Ciudadana Luis Guillermo Solís, siendo la primera ocasión en muchas décadas que el ganador de unas elecciones no provenía de las dos tendencias políticas tradicionales de Costa Rica, rompiendo así de forma definitiva con el bipartidismo. Destacó además el abrumador apoyo popular recibido por Solís en segunda ronda cuando enfrentó al candidato del Partido Liberación Nacional, el alcalde de San José Johnny Araya venciéndolo con 1 338 321  votos, la cantidad más alta jamás obtenida por un candidato presidencial costarricense.
No obstante, con el paso del tiempo la popularidad de Solís comenzó a decrecer, quien al final de su mandato se encontraba rondando tan solo el 27 % de respaldo popular.

## Organización

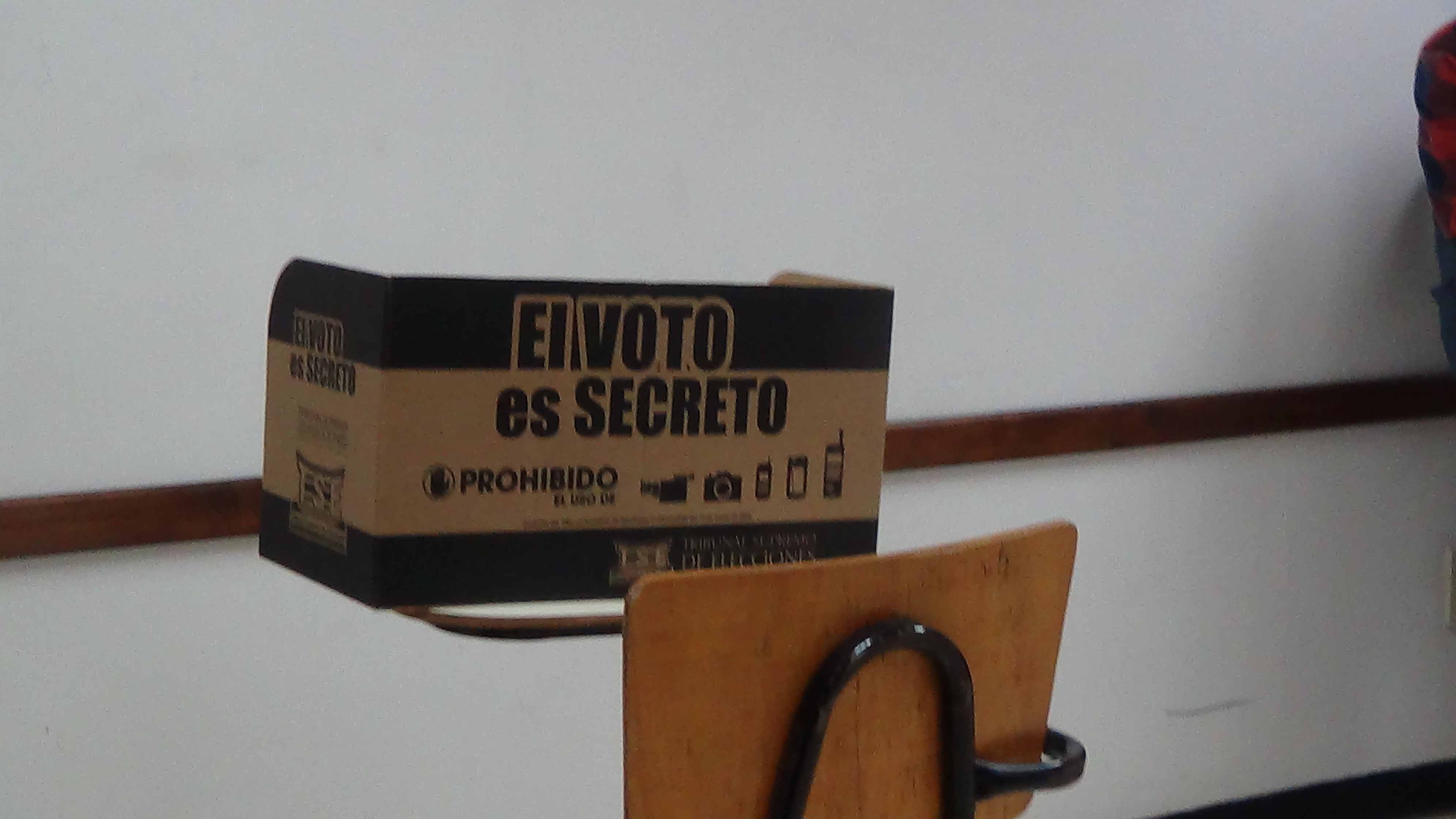
Recinto de votación

Las elecciones son organizadas por el Tribunal Supremo de Elecciones. Los distintos partidos políticos deben proveer los miembros mesa y miembros de las Juntas Receptoras de Votos. Al cierre de la inscripción de los mismos los partidos con mayor cantidad de miembros de mesa fueron Unidad Social Cristiana con 11 349 miembros, Acción Ciudadana con 10 445 y Liberación Nacional con 7559. En cuanto a miembros de Juntas Receptoras nuevamente el PUSC nombró la mayoría (6126), seguido por el PAC (5741), PLN (4397), Unión Guanacasteca (552), Integración Nacional de Juan Diego Castro (361) y otros partidos con números menores. Solo el PAC y el PLN inscribieron miembros de mesa en el extranjero, de los cuales el PAC inscribió 114 de los 115 acreditados, siendo el otro del PLN. Aún con su pequeño número de miembros de mesa, el PLN sí acreditó fiscales para las mesas en el exterior.
Un total de 61.668 extranjeros nacionalizados pudieron votar en estos comicios, de los cuales el 50.5% son nicaragüenses y el 13.1% colombianos. A la inversa, 31.864 costarricenses viviendo en el extranjero estuvieron facultados para votar desde los países en que residían.

## Precampaña y primarias
Las elecciones primarias, conocidas en Costa Rica como "convenciones nacionales" están programadas ya en los distintos partidos políticos:

### Acción Ciudadana
|  | 56 % |

|  | 44 % |

El Partido Acción Ciudadana realizó su convención el 9 de julio de 2017,
Dentro del partido oficialista el exministro de Trabajo y exministro de Asuntos Sociales presidenciales Carlos Alvarado, fue la primera persona en formalizar su precandidatura tras haber renunciado a su cargo como exige la Constitución. Fue seguido por Welmer Ramos, exministro de Economía. Epsy Campbell actual diputada y expresidenta del PAC, quien se rumoreó como posible precandidata declinó finalmente participar.
El fundador Otton Solís declinó postularse por cuarta vez. A pesar del que el legislador se le había relacionado con la tendencia de la diputada Campbell, este afirmó que no le dará el apoyo a ningún precandidato o precandidata. Otros nombres que sonaron fueron el embajador Juan Carlos Mendoza, el canciller Manuel González y la ministra Sonia Marta Mora, los tres afirmaron su negativad hacia buscar la candidatura del PAC.

### Liberación Nacional
|  | 46 % |

|  | 37 % |

|  | 9 % |

|  | 8 % |

Liberación Nacional realizó sus elecciones internas el domingo 2 de abril de 2017.
Dentro de las filas del Partido Liberación Nacional, primera fuerza de oposición proliferaron los aspirantes, entre otros: el exdiputado guanacasteco y médico de profesión, Sigifredo Aiza Campos, el dirigente limonense y también exlegislador Clinton Cruickshank Lambert, el diputado Rolando González Ulloa, el abogado Enrique Rojas Franco, el exgerente bancario Gerardo Corrales, el presidente del Congreso, exministro y excandidato presidencial Antonio Álvarez Desanti y el expresidentede la República y del PLN José María Figueres Olsen.
Figueres oficializó su precandidatura el 2 de abril de 2016. Tras diversos encuentros con el expresidente Arias quien le instó a que ambos depusieran sus aspiraciones por un candidato de consenso, Figueres declinó asegurando que iría hasta el final con su precandidatura. La Convención Nacional Liberacionista que definiría la candidatura se programó para el 2 de abril de 2017 por la Asamblea Nacional del partido. El expresidente Óscar Arias Sánchez se rumoreó por un tiempo como posible aspirante pero el 19 de septiembre de 2016 en cadena nacional anunció que no se postularía y que hacía un llamado a una renovación generacional de liderazgo. Casi inmediatamente Álvarez Desanti anunció que estaría analizando la posibilidad de lanzar su nombre como precandidato. Desanti anunció su precandidatura en redes sociales el 10 de noviembre de 2016. Cruickshank decistio días antes de inscribir su precandatura debido a que le fue imposible llegar a los ¢25 millones que exigía el PLN para inscribirse y Franco quien decidió apoyar a Álvarez Desanti ya que según él no era lo suficientemente conocido. por lo cual la convención liberacionista fue entre Desanti, Figueres, González y Aiza.
Antonio Álvarez Desanti resultó victorioso en la elección y alcanzó la candidatura presidencial, este contó con un fuerte respaldo de la familia arista (Óscar Arias y Rodrigo Arias), el alcalde josefino Johnny Araya y del alcalde Roberto Thompson mientras que su principal contrincante fue Figueres, quien recibió el apoyo del exministro Fernando Berrocal y la diputada Maureen Clark entre otros.
El proceso dejó graves fracturas y una reunión entre los líderes de las dos tendencias mayoritarias; Desanti y Figueres, se suspendió tras que la tendencia figuerista denunciara públicamente que hubo irregularidades electorales.

### Movimiento Libertario
|  | 59 % |

|  | 41 % |

El derechista Movimiento Libertario realizó convención por primera vez en su historia el 16 de julio de 2017.
La entonces diputada Natalia Díaz y líder histórico del partido y entonces diputado Otto Guevara compitieron por la candidatura. En el caso de Guevara fue la quinta ocasión en que intentó obtener la presidencia.

### Unidad Social Cristiana
|  | 73 % |

|  | 27 % |

El Partido Unidad Social Cristiana realizó sus primarias el 4 de junio de 2017. Los precandidatos fueron: su exsecretario general y exgerente de la CCSS durante la administración de Miguel Ángel Rodríguez Echeverría, Rodolfo Piza Rocafort, quien tuvo el respaldo de 5 de los 8 diputados socialcristianos, las exministras Esmeralda Britton González y Patricia Vega Herrera, además del ala liberal del partido tradicionalmente liderada por el expresidente Rodríguez; y el diputado, expresidente legislativo y expresidente de la Liga Deportiva Alajuelense, Rafael Ortiz Fábrega, quien contó con el respaldo de los diputados Humberto Vargas Corrales y Jorge Rodríguez Pucci además del expresidente Abel Pacheco de la Espriella. Otros aspirantes fueron el expresidente del INCOFER Miguel Carabaguiaz Murillo y el activista a favor de la marihuana Gerald Murray, pero su poco tiempo en le partido les impidió oficializar sus precandidaturas. Piza venció con 69% de los votos emitidos. Tras reconocer la derrota, Rafael Ortiz le dio su adhesión a Piza.

### Otros partidos

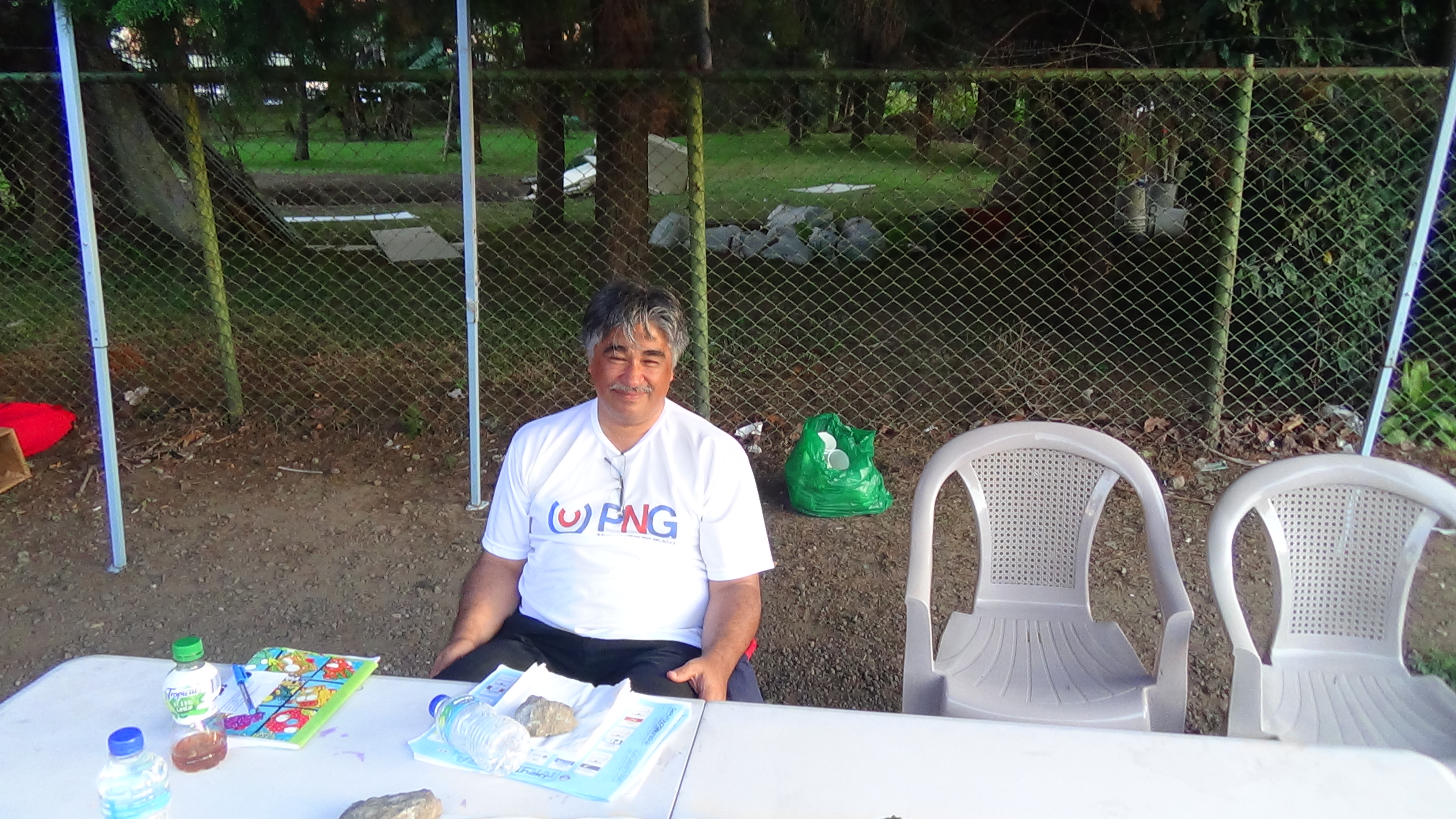
Simpatizante del candidato Sergio Mena.

El primer partido en formalizar la elección de su candidato fue el Partido Republicano Social Cristiano que el 28 de agosto de 2016 seleccionó mediante su Asamblea Nacional al médico pediatra Rodolfo Hernández Gómez, exdirector del Hospital Nacional de Niños, como su candidato. Hernández había sido previamente candidato del Partido Unidad Social Cristiana habiendo vencido en las primarias de 2013 con el respaldo del calderonismo y del expresidente Rafael Ángel Calderón Fournier, líder de la tendencia, pero renunciaría a su candidatura antes de los comicios por desacuerdos con la dirigencia socialcristiana. Tras la salida del calderonismo del PUSC y la creación del nuevo partido PRSC varias figuras se rumorearon como posibles candidatos, entre ellos el exdirector del Instituto Costarricense de Ferrocarriles, Miguel Carabaguíaz Murillo. Quien tras no poder inscribir su precandidatura por el PRSC, y al ser el Dr. Hernández ratificado para el 2018, Carabaguiaz decidió volver al PUSC para lanzar su precandidatura esta vez por este partido. El segundo partido en designar candidato fue el Partido Nueva Generación con Sergio Mena Díaz quien repetiría candidatura por segunda vez.

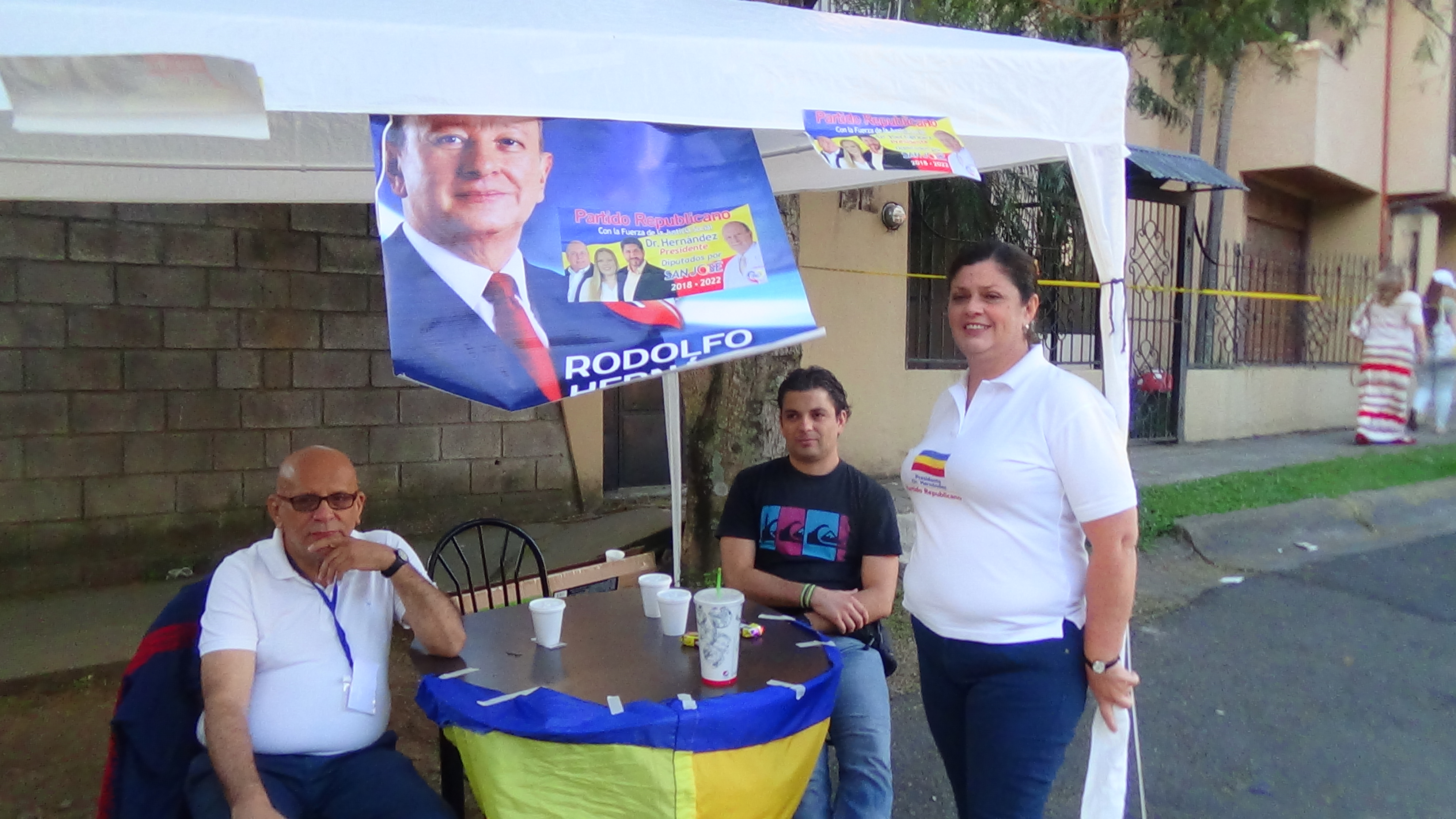
Votantes de Rodolfo Hernández.

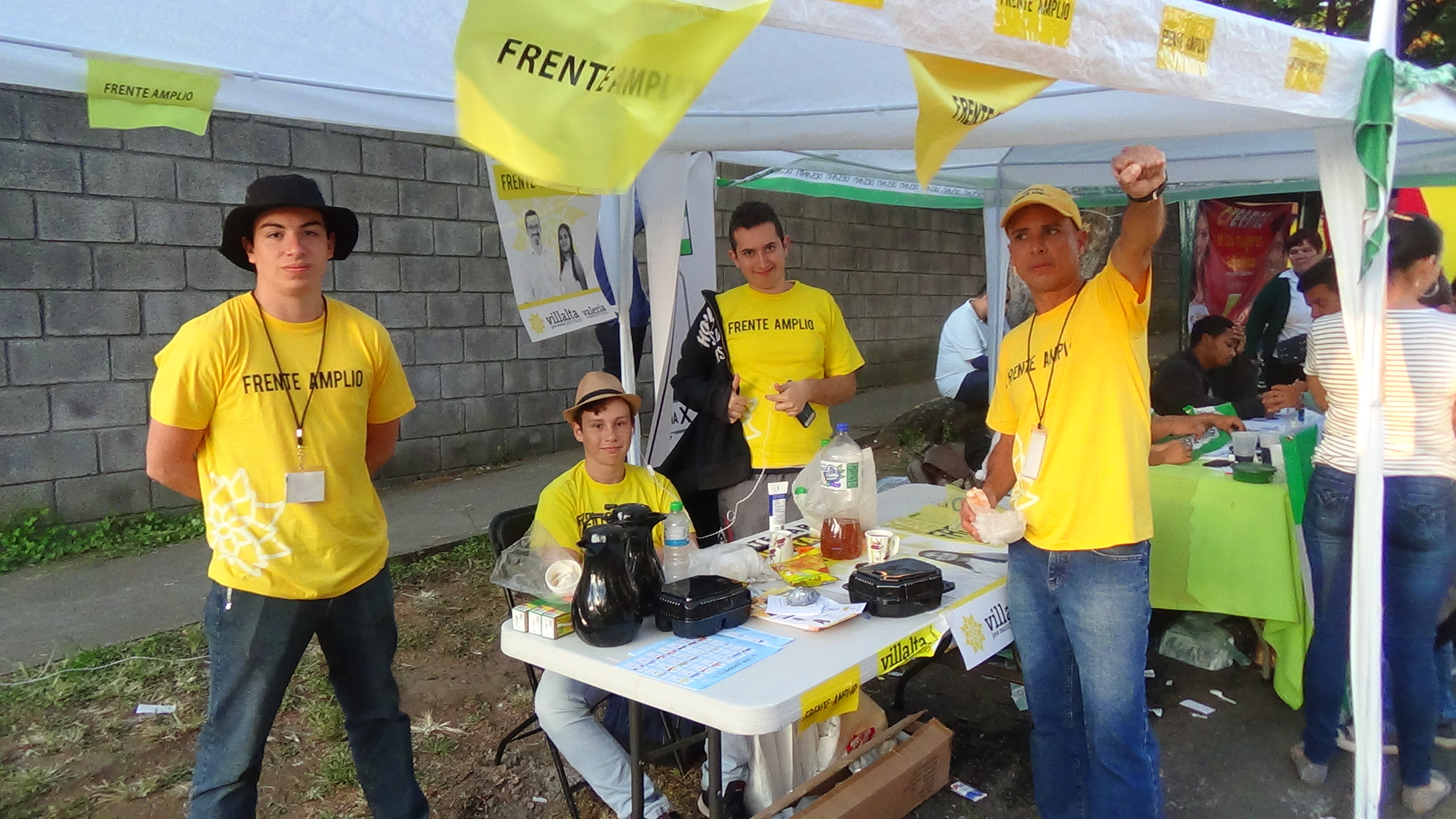
Votantes del partido Frente Amplio.

El exdiputado y previo candidato José María Villalta anunció que no aspiraría a la candidatura presidencial por el Frente Amplio, principal fuerza de izquierdas, asegurando que deseaba dedicarle tiempo a su familia, pero aceptando la candidatura como diputado por primer lugar por San José. El diputado y abogado ambientalista Edgardo Araya fue ratificado como candidato. Asimismo se confirmó que el diputado conservador Mario Redondo será candidato presidencial por su partido Alianza Demócrata Cristiana.
Un candidato inesperado fue, tras meses de rumores, el exministro de Seguridad Pública durante la administración Figueres Olsen Juan Diego Castro. Castro recibió notoriedad como personalidad de redes sociales haciendo videos irreverentes y de crítica a la clase política, principalmente al gobierno y a la primera fuerza de oposición, el Partido Liberación Nacional del que salió hace algunos años. Debido a la teatralidad de sus videos (donde aparece con distintos disfraces y utilerías) y su retórica antipolítica, Castro ha sido comparado con Donald Trump y se le ha acusado de populismo de derecha.
Además el diputado cristiano por Restauración Nacional, Fabricio Alvarado. Por un tiempo se rumoreó como candidato presidencial al también diputado evangélico Abelino Esquivel que estaría buscando la candidatura del partido cristiano Renovación Costarricense a pesar de las diferencias con el exdiputado y candidato presidencial en 2002 y 2014, Justo Orozco quien confirmó que no iba a ser candidato debido a los supuestos escándalos de abuso sexual que existen en su contra. No obstante dicho partido postuló a la periodista Stephanie Campos. El Partido de los Trabajadores seleccionó como candidato al sindicalista y profesor de secundaria Jhon Vega.

## Candidatos
La siguiente es la lista de los trece candidatos presidenciales por orden de porcentaje de votos obtenidos, con precedencia los votos obtenidos en segunda ronda.
Los partidos Alianza Patriótica, Liberal Progresista, Patria Nueva y Unión Nacional no presentaron candidaturas presidenciales.
| Candidato presidencial | Candidato presidencial | Candidato presidencial      | Partido | Partido                      | Profesión                         | Cargos previos | Lema                                                             | Candidatos a Vicepresidentes |
| ---------------------- | ---------------------- | --------------------------- | ------- | ---------------------------- | --------------------------------- | --- | ---------------------------------------------------------------- | --- |
|                        |                        | Carlos Alvarado Quesada     |         | Acción Ciudadana             | Escritor, periodista y politólogo | - Ministro de Trabajo (admin. Solís Rivera) - Presidente Ejecutivo del IMAS (admin. Solís Rivera) | Yo creo / Es por vos, Es por Costa Rica / Elijo el futuro        | - Epsy Campbell: Economista, candidata a la vicepresidencia en 2006, diputada en el período 2002-2006 y 2014-2018. - Marvin Rodríguez Cordero: Secretario general de la junta de trabajadores del Banco Popular y exsecretario del sindicato de educadores. |
|                        |                        | Fabricio Alvarado Muñoz     |         | Restauración Nacional        | Periodista                        | - Diputado del período 2014-2018 | Hagámoslo Juntos y con las manos limpias / Con las manos limpias | - Francisco Prendas Rodríguez - Ivonne Acuña Cabrera |
|                        |                        | Antonio Álvarez Desanti     |         | Liberación Nacional          | Abogado y empresario              | - Diputado en dos períodos: 1994-1998 y 2014-2018 - Presidente legislativo - Ex precandidato presidencial en 2002 - Candidato presidencial en 2006 - Ministro de Gobernación (admin Arias Sánchez I) - Ministro de Agricultura (admin Arias Sánchez I) | El momento es ahora                                              | - Edgar Ayales Esna Exministro de Hacienda - Victoria Gamboa Ross Periodista |
|                        |                        | Rodolfo Piza Rocafort       |         | Unidad Social Cristiana      | Abogado y empresario              | - Presidente ejecutivo de la Caja Costarricense de Seguro Social - Magistrado suplente | Póngale la firma / ¿Quién dice que no se puede? / Vote por algo  | - Edna Camacho Mejía Economista - Max Umaña Hidalgo Ingeniero Civil |
|                        |                        | Juan Diego Castro Fernández |         | Integración Nacional         | Abogado                           | - Ministro de Justicia (admin Figueres Olsen) - Ministro de Seguridad (admin Figueres Olsen) - Regidor municipal en paraíso | Reconstruyamos Costa Rica                                        | - María Cecilia Moreira: Contadora y asesora fiscal - Michael Vargas Sanabria: Médico forense |
|                        |                        | Rodolfo Hernández Gómez     |         | Republicano Social Cristiano | Médico pediatra                   | - Director del Hospital Nacional de Niños | Honestidad y Liderazgo / Mi compromiso es su familia             | - Roberto Suñol Prego Empresario - Rosemary Carro Abogada |
|                        |                        | Otto Guevara Guth           |         | Movimiento Libertario        | Abogado y empresario              | - Diputado en dos períodos 1998-2002 y 2014-2018 - Candidato presidencial en las elecciones de 2002, 2006, 2010 y 2014 | Por Costa Rica                                                   | - Franz de los Ángeles Tattenbach Economista agrícola - Viviam Quesada Abogada y periodista |
|                        |                        | Edgardo Araya Sibaja.       |         | Frente Amplio                | Abogado y ambientalista           | - Diputado en el período 2014-2018 - Regidor municipal en San Carlos | Que nadie se quede atrás                                         | - Laura Hall Moore: Docente, activista pro derechos indígenas y afrodescendientes. - Luis Paulino Vargas Solís: Académico y economista. |
|                        |                        | Sergio Mena Díaz            |         | Nueva Generación             | Abogado                           | - Regidor municipal en Montes de Oca - Diplomático | Política positiva                                                | - Sol Echeverría Hine Psicóloga y empresaria[cita requerida] - Edgar Oviedo Blanco Ingeniero en Computacion y Administrador de Empresasa[cita requerida] |
|                        |                        | Mario Redondo Poveda        |         | Alianza Demócrata Cristiana  | Abogado                           | - Regidor municipal en Cartago - Diputado en el período 2002-2006 y 2014-2018 - Jefe de la Fracción Socialcristiana - Presidente del Congreso. | El partido que defiende a la gente                               | - Laura Fernández Delgado - Luis Fernando Calvo Díaz |
|                        |                        | Stephanie Campos Arrieta    |         | Renovación Costarricense     | Periodista                        | - Productora y presentadora de televisión | La renovación está en nosotros                                   | - Guido Núñez Céspedes - Sigrid Umaña Álvarez |
|                        |                        | Óscar Andrés López Arias    |         | Accesibilidad Sin Exclusión  | Motivador de vida                 | - Diputado en los períodos 2006-2010 y 2014-2018. - Candidato presidencial en 2010 y 2014 | Dele un pase a Costa Rica                                        | - Sigrid Umaña Álvarez - Víctor Solís Campos |
|                        |                        | Jhon Vega Masís             |         | Partido de los Trabajadores  | Docente de secundaria             | - Sindicalista - Activista contra el Tratado de Libre Comercio entre Estados Unidos, Centroamérica y República Dominicana |                                                                  | - Jessica Barquero Trabajadora social y dirigente sindical - Pavel Bolívar Filólogo y docente de secundaria |

## Partidos políticos y candidaturas diputadiles
Ninguno de los partidos que postuló presidentes fue nuevo en estos comicios, todos son partidos preexistentes. Sin embargo partidos para postular candidatos a diputados sí se formaron para esta elección: entre otros el partido progresista y feminista Vamos, el partido Todos del excandidato presidencial Rolando Araya Monge y el Partido Liberal Progresista liderado por el exviceministro Eliécer Feinzaig que buscaron competir en la papeleta diputadil. El destacado escritor y Premio Magón José León Sánchez se postuló como candidato a diputado por la provincia de San José por el partido Patria Igualdad y Democracia.

## Campaña

### Primera ronda

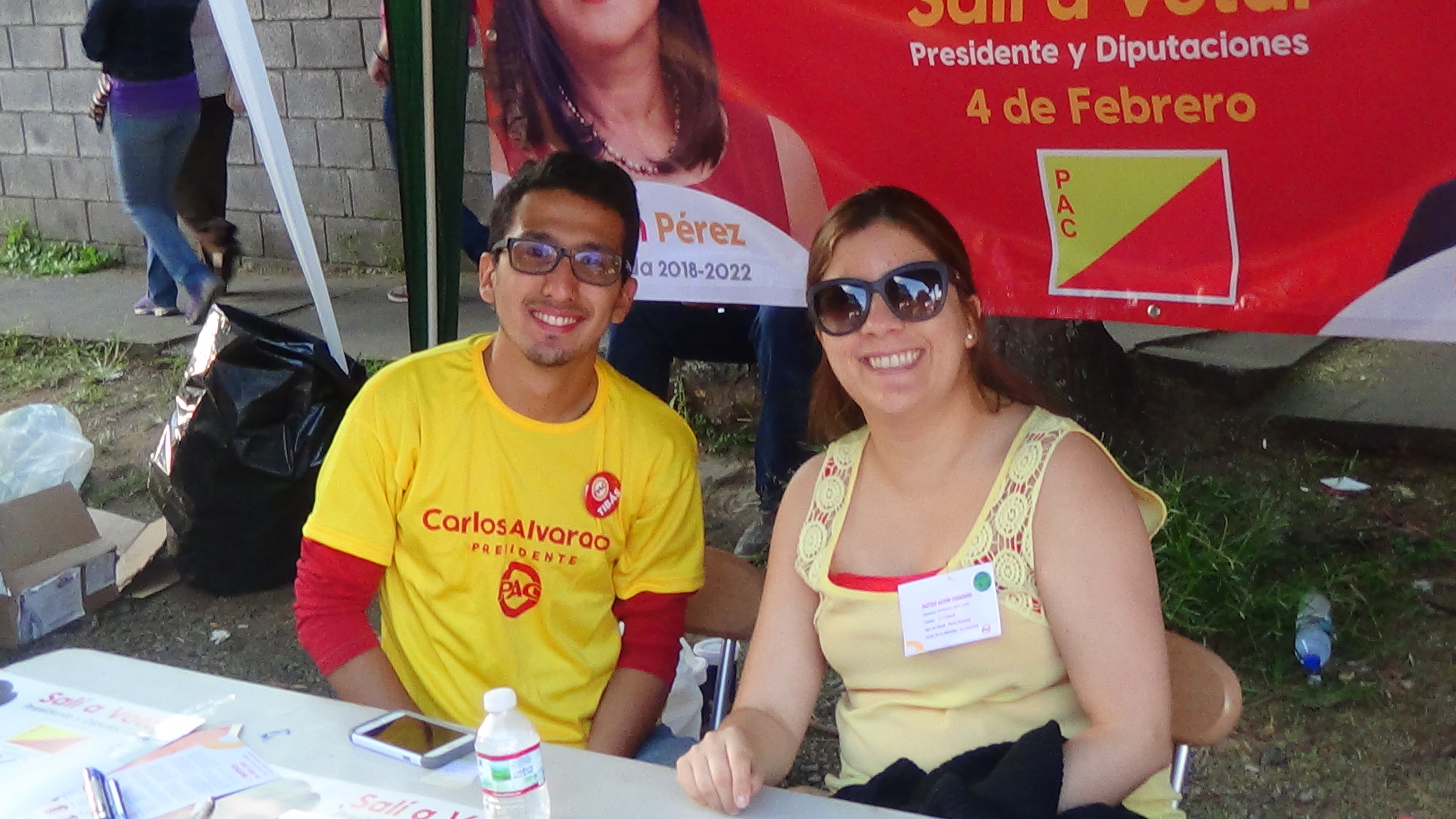
Votantes del Partido Acción Ciudadana en su stand.

La campaña costarricense dio inicio oficialmente el 4 de octubre de 2017 por el Tribunal Supremo de Elecciones. No obstante, como es común en Costa Rica, el inicio «extraoficial» se dio casi un año antes con el comienzo de la precampaña (primarias). La irrupción del abogado penalista Juan Diego Castro Fernández fue particularmente notoria, con Castro apareciendo entre los primeros lugares de algunas encuestas incluso antes de tener partido político que lo respaldara (requisito obligatorio en Costa Rica). La elección primaria del Partido Liberación Nacional fue particularmente dramática en especial por la controversia en torno a sus dos primeros candidatos: el expresidente José María Figueres Olsen --quien sufre de notorios cuestionamientos éticos en torno a su involucramiento en el Caso ICE-Alcatel-- y el exministro Antonio Álvarez Desanti quien se había salido del PLN en años relativamente recientes haciendo cáusticas críticas hacia la ética e ideología del partido. La estrategia de Figueres fue la de realizar una campaña agresiva, con lenguaje soez e incluso con una gesticulación amenazadora hacia su contrincante principal, lo que fue muy criticado. Figueres sería finalmente derrotado en la convención, siendo la primera derrota histórica del figuerismo. Tras tensos momentos el día de la elección entre los dos líderes y fallidas negociaciones entre tendencias, Figueres finalmente no participaría de la campaña de Desanti, si bien Desanti contaría con el respaldo del expresidente Óscar Arias Sánchez y el su tendencia.

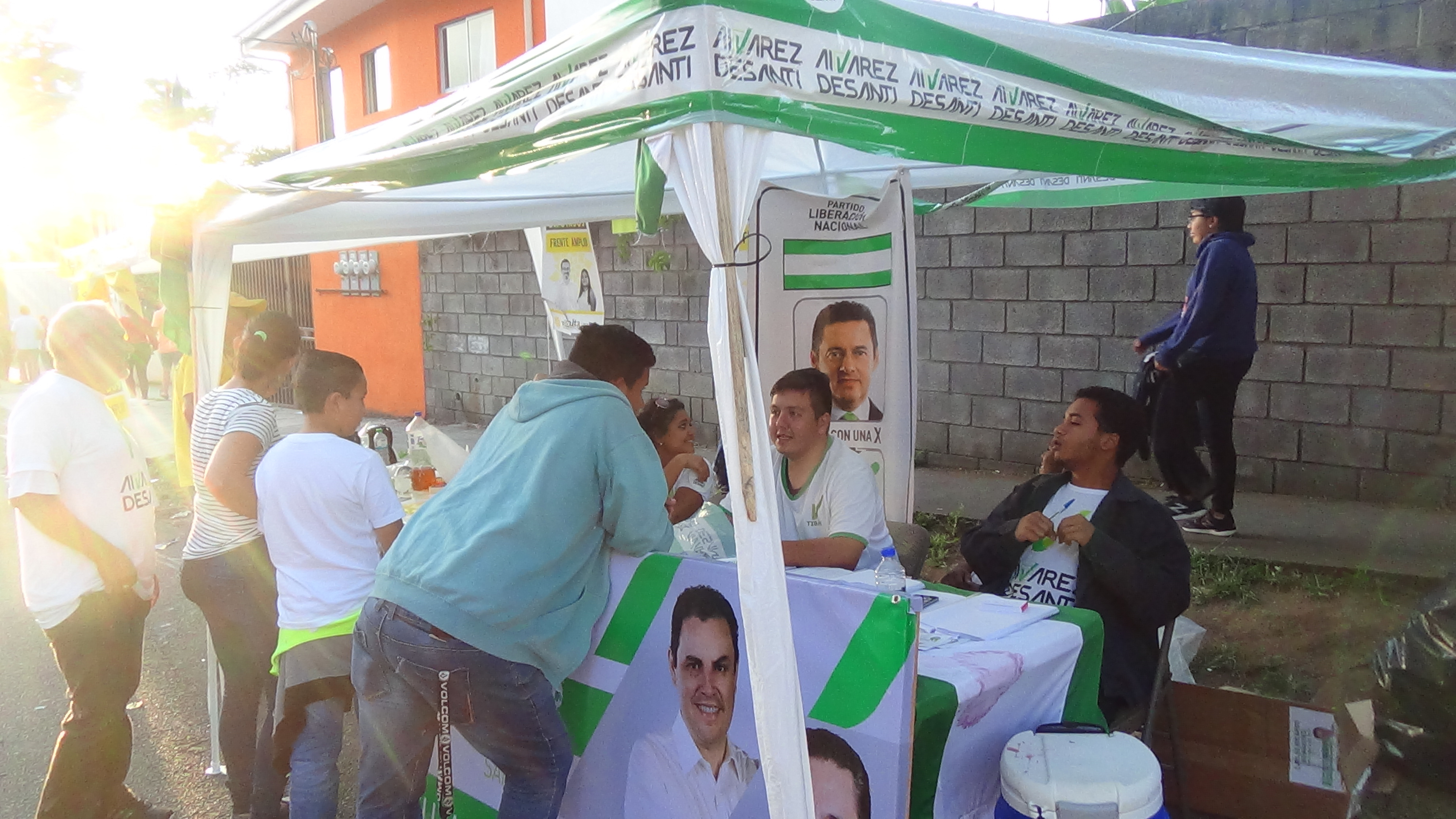
Stand del Partido Liberación Nacional.

Por su parte, Castro anunció su candidatura por el PIN poco después de finalizada la convención liberacionista. Manteniendo un estilo irreverente y confrontativo que ha sido incluso comparado con el de Donald Trump. Entre sus múltiples polémicas se incluye la de bloquear usuarios que lo critican en redes sociales incluyendo periodistas, lo que llevó a la interposición de un recurso de amparo ante la Sala Constitucional, haciendo acusaciones controversiales como que funcionarias del Poder Judicial ascendían mediante favores sexuales, o que los opositores a la explotración petrolera eran «ecoterroristas» y una confrontación general con la prensa. El destape del escándalo de corrupción «Cementazo» que involucró a los tres poderes de la República (incluyendo un magistrado), a los principales partidos políticos e incluso a un candidato presidencial; Otto Guevara, ha sido apuntado como un factor tras el crecimiento de una figura con una retórica antisistema como Castro.

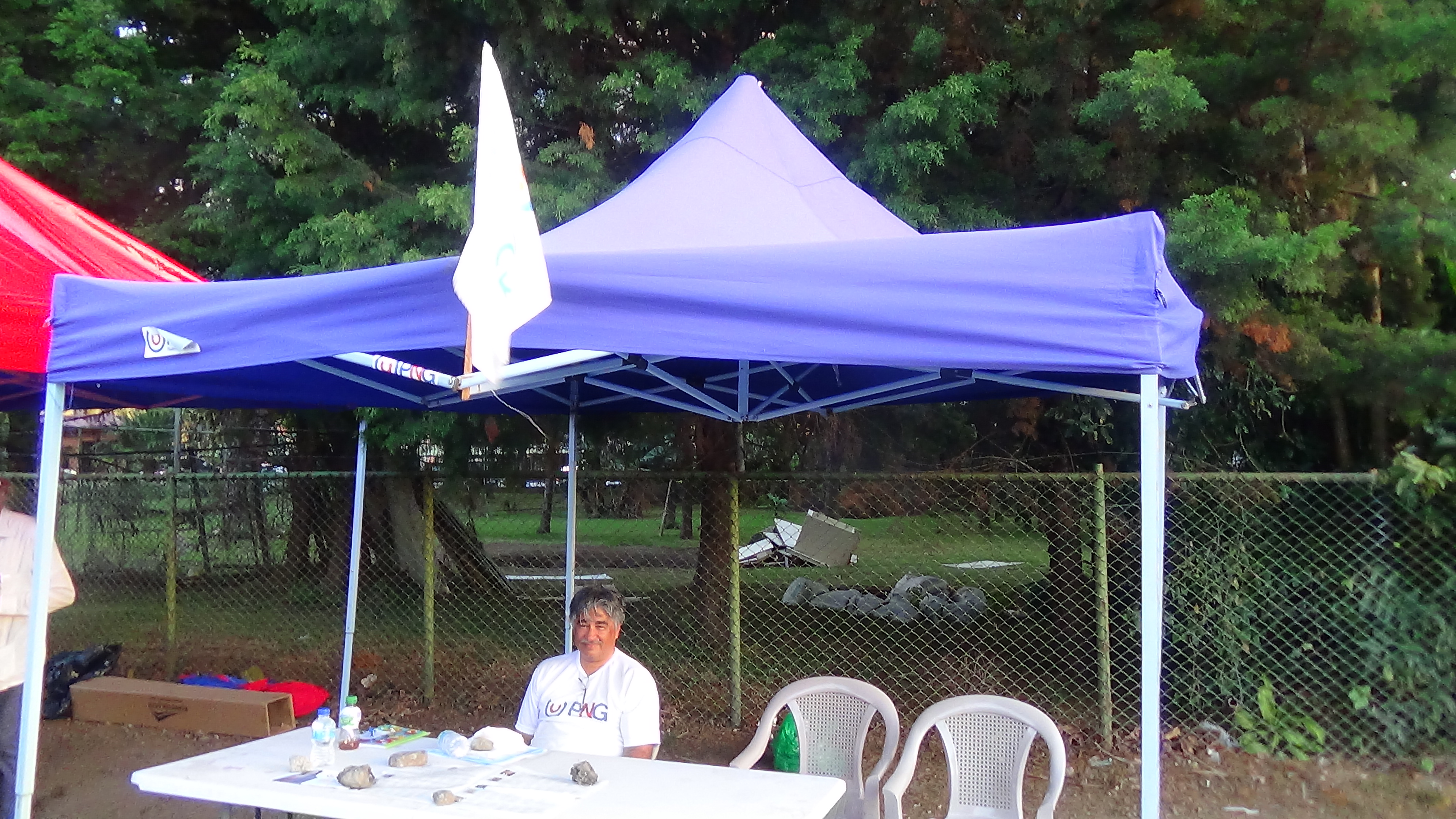
Stand del Partido Nueva Generación.

Pero un tema que sin duda tuvo un impacto notorio en la campaña fue la resolución de la Corte Interamericana de Derechos Humanos ante la consulta hecha por Costa Rica sobre si la Convención Americana sobre Derechos Humanos dotaba a las parejas del mismo sexo de igualdad de derechos. Dado que la Corte resolvió que sí y que era deber de los estados partes otorgar todos los derechos que disfrutasen las parejas heterosexuales incluyendo el matrimonio, esto llevaría a la legalización del matrimonio entre parejas del mismo sexo en múltiples países americanos, incluyendo Costa Rica. La reacción sobre el fallo entre los grupos más conservadores y opositores a la medida no se hizo esperar, generando un crecimiento en redes sociales a favor del candidato conservador evangélico Fabricio Alvarado, incluso entre votantes católicos (algo tradicionalmente poco común en Costa Rica). No obstante, a la inversa, el candidato Carlos Alvarado, quien se había manifestado a favor desde antes del fallo y que pertenece al mismo partido que el gobierno artífice de la medida, experimentó también un crecimiento en redes y un apoyo especialmente entre mileniales y centeniales que suelen ser socialmente liberales. Algunos analistas consideran que esto puede deberse a una polarización entre electores conservadores y progresistas en torno al tema. Se han registrado al menos dos ataques homofóbicos durante enero y un ataque verbal contra la hija con discapacidad de la vicepresidenta Chacón. Se interpusieron más de 100 denuncias contra Restauración Nacional por uso de motivos religiosos en la campaña, algo prohibido por la legislación costarricense, así como un recurso de amparo electoral por la misma razón, que la Sala Constitucional rechazó argumentando que corresponde resolver al Tribunal Supremo de Elecciones, el cual mantiene el asunto bajo investigación.

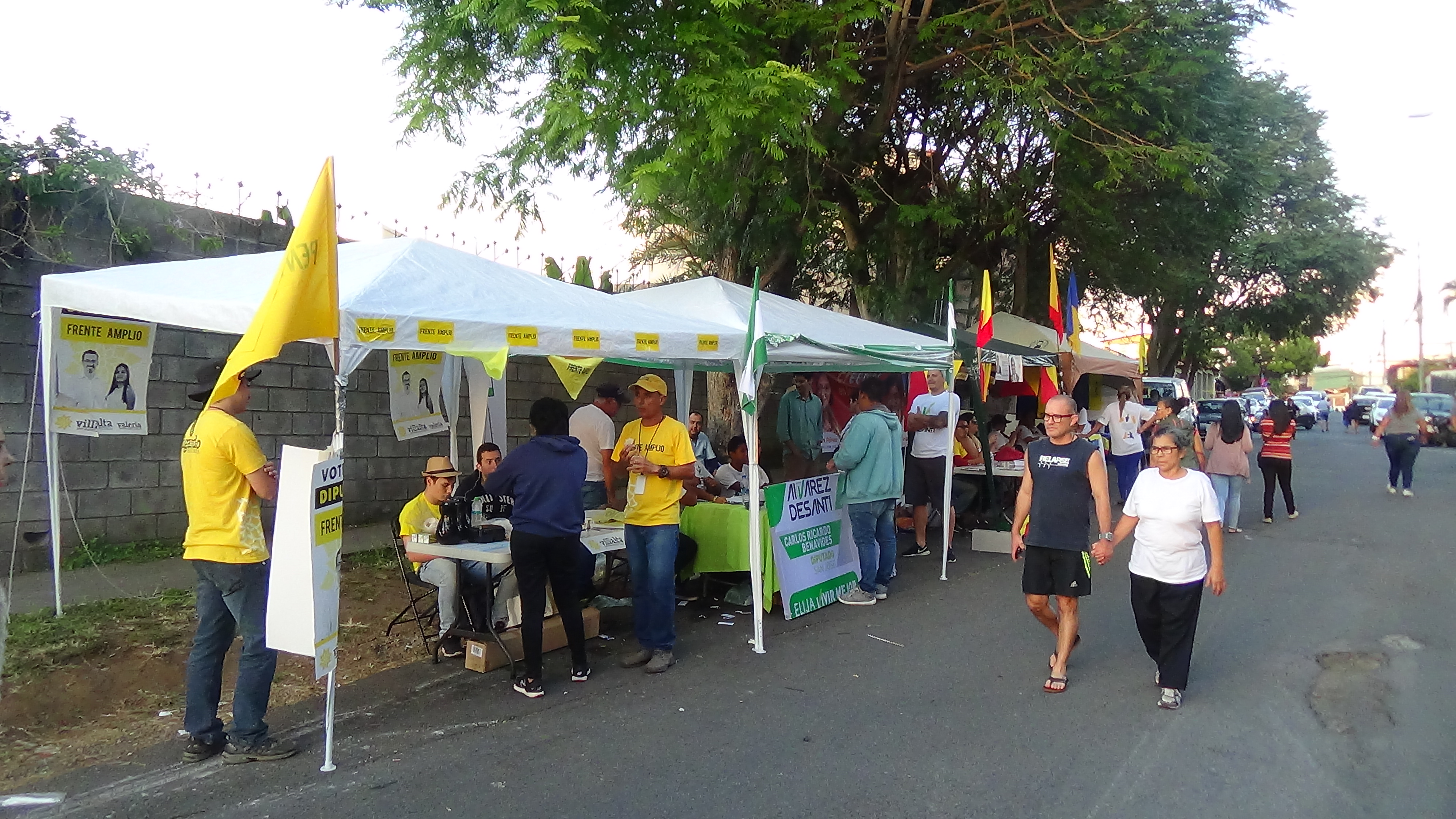
Stands de distintos partidos políticos a las afueras de un centro de votación (Universidad Hispanoamericana).

La crecida de Alvarado Muñoz en las encuestas al punto de aparecer de primero en una realizada por el Centro de Investigación y Estudios Políticos de la Universidad de Costa Rica, realizada poco después del dictamen de la Corte IDH generó diversas reacciones, al ser el primer candidato evangélico y de un partido de corte religioso en estar alto en las encuestas costarricenses. Al punto que se provocó una caída de los precios internacionales de los eurobonos costarricenses a raíz de la incertidumbre en el mercado. El Tribunal Supremo de Elecciones emitió una resolución ordenando a la Conferencia Episcopal y a la Alianza Evangélica abstenerse de cualquier forma de inducción al votante explícita o implícita, uso de iglesias para actividades o propaganda política y prohibir a los miembros del clero de dirigir a sus feligreses hacia candidaturas particulares.

### Segunda ronda
Tras saberse los resultados, las cámaras empresariales hicieron un llamado a dejar de lado las temáticas de tipo «moral» y «religioso» para enfocarse en las propuestas hacia temas como la economía, el déficit fiscal y la generación de empleo.
Durante la campaña de segunda ronda Fabricio Alvarado concentró su estrategia en señalar las falencias del gobierno y asociar a su rival con el gobierno relativamente impopular de Luis Guillermo Solís, siendo crítico de sus políticas económicas y penitenciarias, aumento del desempleo y escándalos de corrupción. A la inversa, Carlos Alvarado intentó distanciarse del gobierno, pero a la vez resaltar algunos de sus logros, como la disminución de la pobreza y la estabilidad cambiaria.
La estrategia de Alvarado Quesada se enfocó en generar dudas sobre la preparación de Fabricio Alvarado. Señaló insistentemente la tardanza en publicar el plan de gobierno revisado que había prometido el exdiputado emitir previo a las elecciones y que fue finalmente publicado a tres días de los comicios y cuando ya habían finalizado los debates. Además, una vez publicado el PAC acusó al mismo de contener plagios de su propio plan.
Alvarado Quesada también señaló contradicciones entre Alvarado Muñoz y varios de los integrantes de su nuevo equipo como Gerardo Corrales en política monetaria y Álvaro Ramos en política penitenciaria.
Pero un factor que, según algunos analistas, pudo incidir en la campaña fue la divulgación en medios de un libro escrito por el pastor Ronny Chaves, a quien Fabricio denominó como «padre espiritual», en donde designaba a la Virgen de los Ángeles, patrona de Costa Rica y designada con el apodo afectuoso de «La Negrita» como demonio. Se cree que esto pudo herir la susceptibilidad de muchos católicos que se volcaron entonces por Carlos Alvarado. Esto sumado a reportajes realizados por Semanario Universidad en relación con reportes financieros de Restauración Nacional que fueron entregados tardíamente y que mostraban facturas millonarias a favor de varios miembros de la cúpula incluyendo al propio Alvarado, así como un audio que se filtró a la prensa en donde Alvarado junto a su candidato a ministro de la Presidencia Mario Redondo, pedían donaciones y apoyo político en una reunión secreta con pastores evangélicos, cosa que había sido prohibida previamente por el TSE. Estos y otros hechos pudieron haber afectado la imagen de Alvarado Muñoz.

## Renuncias post-electorales
Pasadas las elecciones la candidata Stephanie Campos presentó su renuncia al Partido Renovación Costarricense alegando «motivos personales». Juan Diego Castro tendría también disputas graves con la dirigencia de Integración Nacional distanciándose ambos casi inmediatamente y con mutuas acusaciones. La exprecandidata libertaria Natalia Díaz Quintana dejaría su partido para formar la agrupación liberal Unidos Podemos. Meses después lo mismo sucedería con el candidato Fabricio Alvarado quien renunciaría a Restauración Nacional junto con la mitad de la bancada asegurando que su candidatura sufrió sabotaje por parte de las autoridades del partido y anunciando la fundación de uno nuevo llamado "Nueva República". Su renuncia fue respondida por Carlos Avendaño, presidente y diputado de Restauración Nacional quien entre otras cosas hizo acusaciones contra Alvarado por presuntas irregularidades en el manejo de los contratos de campaña y de las encuestas.

## Temáticas
El desempleo y la corrupción son los dos principales problemas que enfrenta Costa Rica de cara a las elecciones de 2018, según la opinión popular que revela el CIEP de la UCR en su encuesta de octubre de 2017. Además de la recurrente preocupación por la economía y desigualdad, hay preocupación por inseguridad y narcotráfico, temas "valorativos", mala infraestructra, mala gestión de políticos y el gobierno, e inclusive la vulnerabilidad que mostró el país ante la tormenta tropical Nate.

### Derechos LGBT

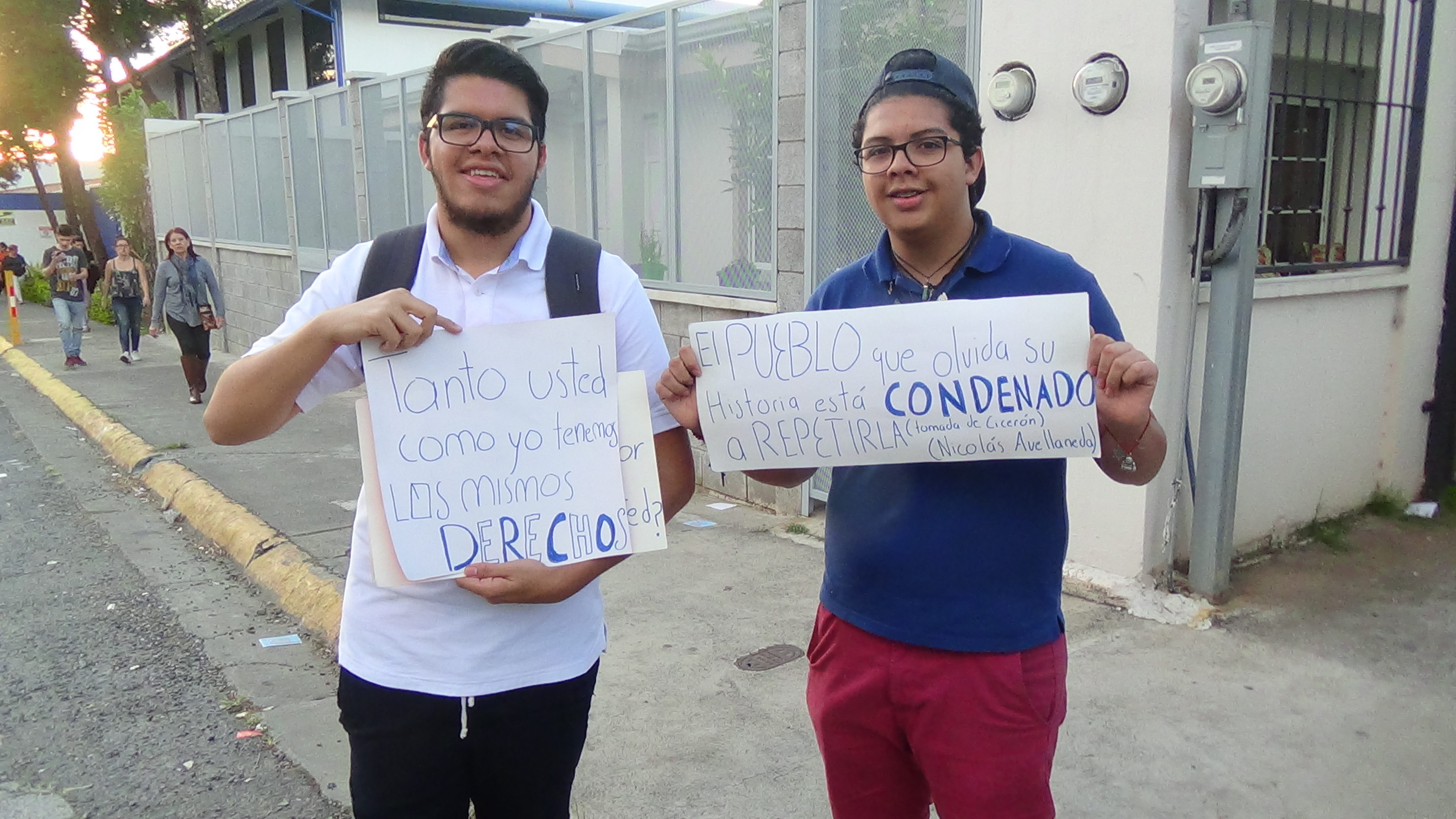
Jóvenes manifestándose con pancartas en recinto de votación.

Tema que ya estuvo en boga en la elección anterior; el reconocimiento legal de las parejas del mismo sexo, sea dentro de la figura de la unión civil o de la figura del matrimonio. Las parejas del mismo sexo son ya reconocidas en forma de unión civil por el Estado y la mayoría de colegios profesionales, y por sentencia judicial del Juzgado de Familia de San José según la interpretación hecha por un juez de la República sobre los alcances de la Ley General de la Persona Joven y la Convención Americana sobre Derechos Humanos, no obstante no ha sido ratificado aún vía Ley de la República o sentencia judicial de forma específica. Sobre esto, durante el año 2016 los partidos Liberación Nacional y Unidad Social Cristiana definieron en sus respectivos congresos ideológicos el apoyo al reconocimiento de las parejas del mismo sexo sin especificar la figura jurídica. Por su parte la Comisión Política del Partido Acción Ciudadana dio un paso más y respaldó el apoyo del matrimonio igualitario, si bien el partido ya previamente tenía como posición oficial apoyar las uniones civiles. El Frente Amplio, por otro lado, ya tenía como una de sus propuestas de campaña respaldar el matrimonio igualitario desde la campaña anterior.

#### En precampaña
A nivel de precandidatos en debate organizado entre los precandidatos liberacionistas por la televisora nacional Canal 13 el aspirante Rodolfo González manifestó el tener "valores cristianos" y defender, entre otras cosas, la vida desde la concepción y el matrimonio exclusivo entre parejas heterosexuales. La mayoría de los aspirantes liberacionistas se manifestaron también como seguidores de los valores cristianos si bien tanto Figueres como Desanti manifestaron en otros espacios estar de acuerdo con la unión civil para parejas del mismo sexo. Por su parte entre los precandidatos del partido de gobierno Carlos Alvarado se manifestó a favor del matrimonio igualitario (pero no de la adopción) y Epsy Campbell está entre los diputados que suscribieron el proyecto de matrimonio igualitario. Welmer Ramos por su parte se opuso al considerarlo un asunto exclusivo de parejas heterosexuales pero afirmó que de ser presidente no interpondría ningún obstáculo en caso de que sea aprobado. En las filas socialcristianas el precandidato Rodolfo Piza se manifestó favorable a reconocer las uniones del mismo sexo, mientras su rival Rafael Ortiz se opuso.

#### En campaña
Mientras que diversos partidos postularon por primera vez personas abiertamente LGBTI; Acción Ciudadana postuló a Enrique Sánchez como candidato a diputado por San José y Frente Amplio a Luis Paulino Vargas como candidato a vicepresidente, ambos abiertamente gay, Vamos postuló a Dayana Hernández en segundo lugar de su lista por San José, primera persona transgénero en ser candidata. En el espectro diametralmente opuesto el candidato cristiano Fabricio Alvarado aseguró que de ser presidente emitiría un decreto que prohíba la «ideología de género» en el país. La mayoría de candidatos también se negó a firmar el «Compromiso por la Igualdad» con excepción de Carlos Alvarado, Edgardo Araya y Jhon Vega, documento emitido por el Frente por los Derechos Igualitarios que establecía una serie de compromisos a favor de la población sexualmente diversa. Aunque tanto Desanti como Castro aseguraron estar a favor de la mayoría de sus propuestas alegando que no lo firmaban por tener desacuerdos con algunas partes no especificadas.

#### Resolución de la Corte Interamericana de Derechos Humanos
El 9 de enero de 2018 la Corte Interamericana de Derechos Humanos resolvió la consulta facultativa remitida por el gobierno de Costa Rica sobre si la Convención Americana sobre Derechos Humanos otorgaba igualdad de derechos patrimoniales a las parejas del mismo sexo, fallando positivamente y obligando al país a reconocer las uniones homosexuales con todos los derechos que tengan las heterosexuales incluyendo el matrimonio, legalizando de facto el matrimonio igualitario. Naturalmente, la sentencia tuvo efectos dramáticos en la contienda electoral. Los candidatos a favor de la propuesta Carlos Alvarado, Edgardo Araya y Jhon Vega celebraron el resultado, otros aseguraron no compartir la resolución pero que respetarían la sentencia como Antonio Álvarez, Rodolfo Piza y Sergio Mena, y los más conservadores como Fabricio Alvarado, Mario Redondo y Rodolfo Hernández aseguraron que desconocerían la sentencia. Castro tuvo una posición ambivalente, en principio asegurando que en su gobierno se respetaría cualquiera que fuera el fallo de la Corte IDH (antes de que éste se supiera), para luego asegurar que «Somos muchos los abogados católicos que defenderemos los valores de la familia». Algunos señalan que la controversia sobre el tema puede estar influyendo en el crecimiento en redes de Fabricio y Carlos Alvarado, los dos candidatos con las posiciones más en contra y a favor.

### Migración
Otro tema candente de la campaña, probablemente azuzado por campañas populistas de derecha en otros países como la de Donald Trump en Estados Unidos o Marine Le Pen en Francia, es el de la población migrante, particularmente la nicaragüense. Al respecto, el libertario Otto Guevara manifestó que la campaña de Donald Trump le daba «más bríos» y planteó que debería reformarse la Constitución para que los nacidos en suelo costarricense no adquieran la nacionalidad automáticamente, como es común en la mayoría de países americanos, así como expulsar extranjeros. No obstante, su postura fue respondida por el también liberal y comentarista internacional Juan Carlos Hidalgo, quien destacó que la población migrante contribuye con impuestos extras y que los datos de las instituciones estatales muestran que la mayoría de receptores de ayudas sociales son costarricenses.
Por su parte, los precandidatos del PLN coincidieron en "endurecer" la entrada a migrantes nicaragüenses. El tema ya había sido tocado previamente en la campaña de 2002, durante la cual el candidato Otto Guevara tuvo una posición radicalmente opuesta, mostrándose contrario a cerrar fronteras o libre tránsito de personas.

### Cementazo
Un tema que conmocionó la campaña presidencial costarricense fue el escándalo político apodado el «Cementazo», consistente en presuntos vínculos dudosos del empresario cementero Juan Carlos Bolaños con altas figuras políticas de los principales partidos, como el diputado oficialista Víctor Hugo Morales Zapata, el expresidente José María Figueres Olsen y uno de los candidatos presidenciales, Otto Guevara Guth. A raíz del escándalo la Fiscalía General reabrió una causa contra Morales Zapata y Guevara Guth.

### Guías de educación sexual
Otro tema controversial en la palestra política durante la campaña ha sido la polémica por las Guías de Educación para la Afectividad y Sexualidad Integral, popularmente conocidas como Guías de educación sexual, que han polarizado bastante las posturas entre los ciudadanos más conservadores y más liberales. Sus detractores las acusan de promover la «ideología de género» y fomentar el sexo entre los menores de edad y se cuentan especialmente entre las iglesias evangélicas y un sector de la Iglesia católica. Sus defensores argumentan que las mismas solamente combaten la homofobia y enseñan el respeto a la diversidad sexual y que además son fundamentales para prevenir embarazos no deseados y enfermedades de transmisión sexual entre adolescentes. La Caminata por la Vida y la Familia organizada por varias iglesias y a la que asistió un estimado de 800.000 personas vio la participación de siete candidatos presidenciales: Álvarez Desanti, F. Alvarado, Campos, Guevara, Hernández, López, Piza y Redondo. Algunos como Desanti se manifestaron públicamente en contra de la ideología de género recientemente, aunque otros como los candidatos evangélicos Alvarado, Campos y Redondo lo tenían como parte de su discurso previamente. Desanti fue criticado por su cambio de postura sobre esos temas.
Similarmente seis candidatos afirmaron que surprimirían las guías en sus gobiernos; F. Alvarado, Guevara, Hernández, López, Redondo y Piza. Tanto Carlos Alvarado como Edgardo Araya y Jhon Vega apoyan el mantenimiento de las guías, Mena y Campos aseguraron que revisarían los contenidos, Desanti lo dejaría a los padres y Castro no respondió.

### Acoso sexual en el Poder Judicial
Durante el evento en que le daba la adhesión José Miguel Corrales, el candidato Juan Diego Castro aseguró ante un video que compañeras abogadas 20 años atrás le habían confesado que para ascender en la corte debían «realizar sexo oral» a magistrados. El asunto generó airadas reacciones de indignación por parte de distintos sectores, especialmente funcionarias judiciales, así como de mujeres prominentes de otros partidos como Nuria Marín y Epsy Campbell y de la Corte Suprema de Justicia. Castro luego aseguró que se refería a una sola persona que era su amiga.

### Medio ambiente
En debate organizado por la Cámara Nacional de Agricultores Castro se manifestó a favor de la explotación petrolera (actualmente prohibida en el país dada una moratoria) y la minería de oro, acusando a quienes se oponen a ellas de ser «extremistas» y «ecoterroristas». Desanti por su parte aseguró que los «extremistas» no iban a dictar las políticas ambientales, pero aseguró oponerse a la explotación petrolera y orera. Tanto Carlos Alvarado como Edgardo Araya se oponen férreamente a la exploración y explotación petrolera.
En una salida controversial Otto Guevara manifestó su deseo de limitar la posibilidad de intervención de la Secretaría Nacional de Salud Animal (el ente gubernamental encargado de hacer cumplir las leyes de bienestar animal), lo que ha sido descrito como un intento por congraciarse con los criadores de gallos de pelea (las peleas de gallos son ilegales en Costa Rica y penadas con multas y cárcel), cercanos a su partido.

## Adhesiones

### Primera ronda
En diciembre de 2017 el excandidato presidencial del Partido Liberación Nacional y exdiputado José Miguel Corrales Bolaños, la exdiputada del Movimiento Libertario Patricia Pérez Hegg y el asesor en seguridad Álvaro Ramos Rechnitz dieron su adhesión a Juan Diego Castro Fernández. Por otro lado el candidato oficialista Carlos Alvarado Quesada sumó las adhesiones de Ottón Solís Fallas y el exmagistrado José Manuel Arroyo Gutiérrez, así como las ex primeras damas Margarita Penón Góngora y Estrella Zeledón Lizano, y el exdefensor de los Habitantes Rodrigo Alberto Carazo Zeledón. En un giro sorpresivo la exprecandidata libertaria y diputada Natalia Díaz Quintana dio su adhesión al candidato liberacionista Antonio Álvarez Desanti así como varios deportistas. Edgardo Araya Sibaja recibe en enero la adhesión de la cantante Guadalupe Urbina Sánchez, la exdirigente estudiantil Eva Carazo Vargas, varios académicos, intelectuales y sindicalistas y la polémica youtuber La Tocola.
Por su parte Fabricio Alvarado presentó las adhesiones de distintas figuras como la abogada cristiana Alexandra Loría y la empresaria Mónica Araya. Aunque Alvardo aseguró que dos exdiputados del Partido Acción Ciudadana Manrique Oviedo y Orlando Hernández le habían dado la adhesión, estos luego lo desmintieron. Rodolfo Piza, recibió el apoyo de los exdiputados Álvaro Trejos Fonseca, Carlos Araya Guillén, Bienvenido Venegas, Luis Alberto Rojas Valerio y Juan José Vargas, además contó con el respaldo de los expresidentes Abel Pacheco de la Espriella y Miguel Ángel Rodríguez, de los exministros Rodolfo Méndez Mata y Javier Chaves de Obras Públicas y Transportes, Patricia Vega de Justicia, Esmeralda Britton de Condición de la Mujer, Walter Niehaus de Turismo y Lineth Saborío exdirectora del OIJ.[cita requerida]

### Segunda ronda
Como es común, tras la segunda ronda inician las negociaciones y encuentros para posibles respaldos. El Frente Amplio rápidamente hizo un llamado a votar contra Fabricio Alvarado con su líder José María Villalta describiendo la elección de segunda ronda como una decisión «entre la Edad Media y la modernidad.» Juan Diego Castro se mostró complacido con su participación asegurando que «limpió la política» y que «no consideraba preparado a un guitarrista» en referencia a Fabricio Alvarado reuniéndose el martes 6 de febrero con Ottón Solís (a quien describió como «amigo») y Carlos Alvarado. No obstante luego diría que tampoco votaría por el PAC.
Fabricio Alvarado, por su parte, recibió de inmediato la adhesión del candidato democristiano Mario Redondo a quien Alvarado designaría ministro de la Presidencia en el caso de ganar.
Aunque cundieron rumores de una adhesión de Álvarez Desanti hacia Fabricio Alvardo y de una reunión con el expresidente Óscar Arias, ambos lo negaron, asegurando que estaban dispuestos a reunirse con ambos candidatos por igual. Desanti declararía luego que dejaría a libre voluntad de los liberacionistas por quien votar en segunda ronda.
Durante febrero se formó también la iniciativa "Coalición por Costa Rica" conformada por personas de distintos partidos políticos y sin partido a favor de la candidatura de Carlos Alvarado, seguidamente también se formó "Costa Rica Unida", un grupo con el propósito de apoyar a Fabricio Alvarado de cara a la segunda ronda.
Debido a que el Partido Liberación Nacional dejó a libre que sus partidarios apoyaran a cualquiera de los dos candidatos, ambos recibieron adhesiones de figuras destacadas y dirigentes del PLN, incluyendo el exdirigente socialdemócrata Enrique Obregón, el exministro de Educación Leonardo Garnier y la exministra de Salud María Luisa Ávila Agüero a Carlos Alvarado, y el exaspirante a vicepresidente y exministro de Hacienda Edgar Ayales, el banquero Gerardo Corrales y el exministro de Agricultura Alfredo Volio. Más tarde Antonio Álvarez Desanti, excandidato del PLN dio su apoyo a Fabricio Alvarado.
Fabricio Alvarado también recibió el apoyo del candidato del Partido Nueva Generación Sergio Mena, aunque distintos dirigentes incluyendo el candidato a vicepresidente del partido apoyaron a Carlos Alvarado. Otto Guevara del Movimiento Libertario se sumó a la campaña de Fabricio Alvarado en cuyo gobierno aceptaría un cargo. Más tarde los excandidatos Óscar López del PASE y Rodolfo Hernández del PRSC hicieron pública su adhesión a Fabricio Alvarado.
El excandidato socialcristiano Rodolfo Piza dio la adhesión individualmente a Carlos Alvarado tras firmar un acuerdo de gobierno, al lado de otras figuras como su candidata a vicepresidenta Edna Camacho y el exministro Rodolfo Méndez Mata, pero no logró que el Comité Ejecutivo del PUSC lo hiciera como partido dejando a la libre el apoyo de sus partidarios, por lo que algunos dirigentes se sumaron a las tiendas de Restauración Nacional.
Mientras por un lado Fabricio Alvarado recibió la adhesión de dirigentes del PLN, PUSC e incluso del PAC (incluido el exdiputado Oviedo mencionado previamente en la primera ronda), Carlos Alvarado recibió la adhesión de dirigentes exaspirantes a diputado de Integración Nacional, Movimiento Libertario y Unión Guanacasteca, del expresidente del Banco Central Jorge Guardia y del expresidente del Congreso y exprecandidato socialcristiano Rafael Ortiz Fábrega.
El expresidente José María Figueres no dio la adhesión explítica a ningún candidato, pero criticó fuertemente lo que llamó un posible «gobierno con aservo religioso» y criticó también el plan económico de Restauración Nacional. El expresidente Pacheco elogió a ambos candidatos pero aseguró que votaría en blanco.
Poco antes de la votaciones Carlos Alvarado también recibió el apoyo de unos 400 escritores y artistas costarricenses, así como de la actriz costarricense radicada en México Maribel Guardia.

#### Tabla de apoyos en segunda ronda
| Excandidato | Excandidato                 | Apoya                                                        | Apoya                   | Notas                                                    |
| ----------- | --------------------------- | ------------------------------------------------------------ | ----------------------- | -------------------------------------------------------- |
|             | Edgardo Araya Sibaja        |                                                              | Carlos Alvarado Quesada |                                                          |
|             | Rodolfo Piza Rocafort       | Dirigentes del PUSC se distribuyeron entre ambos candidatos. | Carlos Alvarado Quesada |                                                          |
|             | Antonio Álvarez Desanti     |                                                              | Fabricio Alvarado Muñoz | Algunos militantes de PLN apoyaron a Carlos Alvarado     |
|             | Óscar Andrés López Arias    |                                                              | Fabricio Alvarado Muñoz |                                                          |
|             | Otto Guevara Guth           |                                                              | Fabricio Alvarado Muñoz |                                                          |
|             | Mario Redondo Poveda        |                                                              | Fabricio Alvarado Muñoz |                                                          |
|             | Rodolfo Hernández Gómez     |                                                              | Fabricio Alvarado Muñoz |                                                          |
|             | Sergio Mena Díaz            | Algunos dirigentes de PNG apoyaron a Carlos Alvarado         | Fabricio Alvarado Muñoz |                                                          |
|             | Juan Diego Castro Fernández |                                                              | Ninguno                 | Dirigentes del PIN se dividieron entre ambos candidatos. |
|             | Jhon Vega Masís             |                                                              | Voto nulo               |                                                          |

## Encuestas

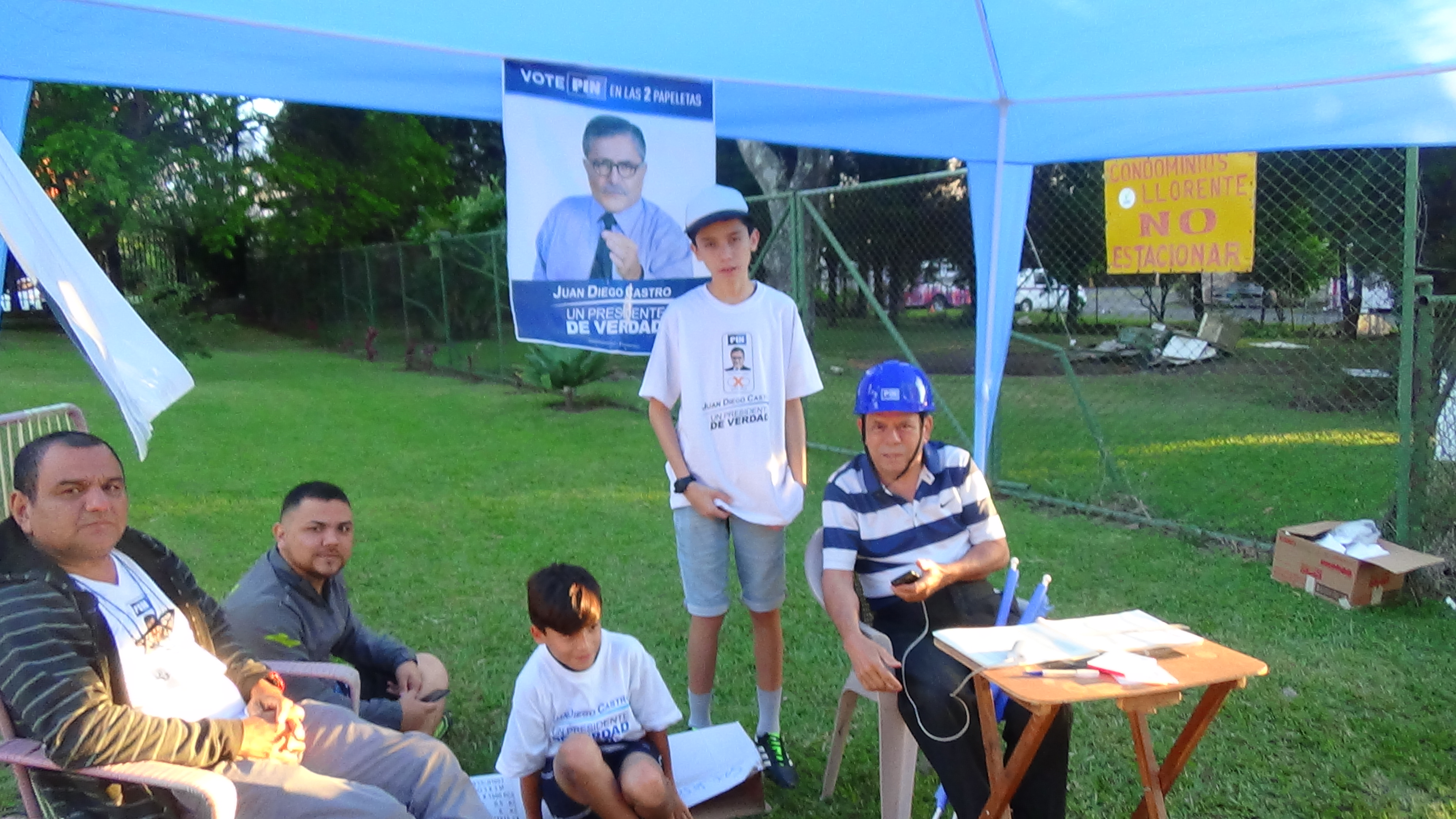
Partidarios del candidato Juan Diego Castro.

### Análisis
Tanto la encuesta de febrero de 2016 de la encuestadora privada CID Gallup para La Prensa Libre como la de mayo de ese año del CIEP para Semanario Universidad apuntan a que el expresidente Óscar Arias es una de las figuras más populares del país. En la de CID Gallup recibe la mayoría de opiniones favorables (62%) seguido del alcalde capitalino Johnny Araya con 59%, mientras que en la de CIEP recibe la segunda más alta calificación después de la vicepresidenta Ana Helena Chacón. Figuras con calificaciones "intermedias" en ambas encuestas son el presidente Luis Guillermo Solís, el diputado Ottón Solís, el diputado Antonio Álvarez y Rodolfo Piza. Asimismo en ambas encuestas las figuras políticas peor calificadas son José María Villalta del Frente Amplio (27% imagen favorable), Otto Guevara del Movimiento Libertario (32%) y en el caso de la encuesta de CIEP el expresidente José María Figueres con la calificación más baja obtenida. Además la encuesta de CIEP ante la pregunta "¿Por quién no votaría para ocupar nuevamente la presidencia de la República?" 41% eligió a José María Figueres, seguido por Luis Guillermo Solís (11%), Óscar Arias (9.5%), Laura Chinchilla (9%), Rafael Ángel Calderón (7.7%), Miguel Ángel Rodrígez (4.5%), Abel Pacheco (2.8%) y Luis Alberto Monge (1%). Por otro lado la encuesta realizada en septiembre y octubre de 2016 para Diario Extra, que ya toma en cuenta los precandidatos de las elecciones internas de los partidos, muestra diferentes respaldos entre precandidatos a nivel partidario y nacional. Así, Epsy Campbell es la figura política más popular del Partido Acción Ciudadana a nivel general, pero la figura de Ottón Solís lo es entre partidarios, similarmente dicha encuesta muestra que José María Figueres tiene más respaldo dentro de su partido que cualquier precandidato (aunque empata con Antonio Álvarez Desanti), pero poco apoyo entre la población general pues perdería ante los candidatos del PAC, PUSC y ML en caso de ser el candidato liberacionista y sólo ganaría contra el candidato del Frente Amplio pero con 30% de los votos, es decir, sin obtener el mínimo por lo que tendría que medirse en segunda ronda. Desanti en cambio aparece ganando sobre todos los candidatos de los demás partidos en todos los casos, no obstante en la mayoría no obtiene tampoco el 40% mínimo. Rodolfo Piza aparece como el precandidato del PUSC más popular tanto dentro de las filas partidarias como entre la población general.

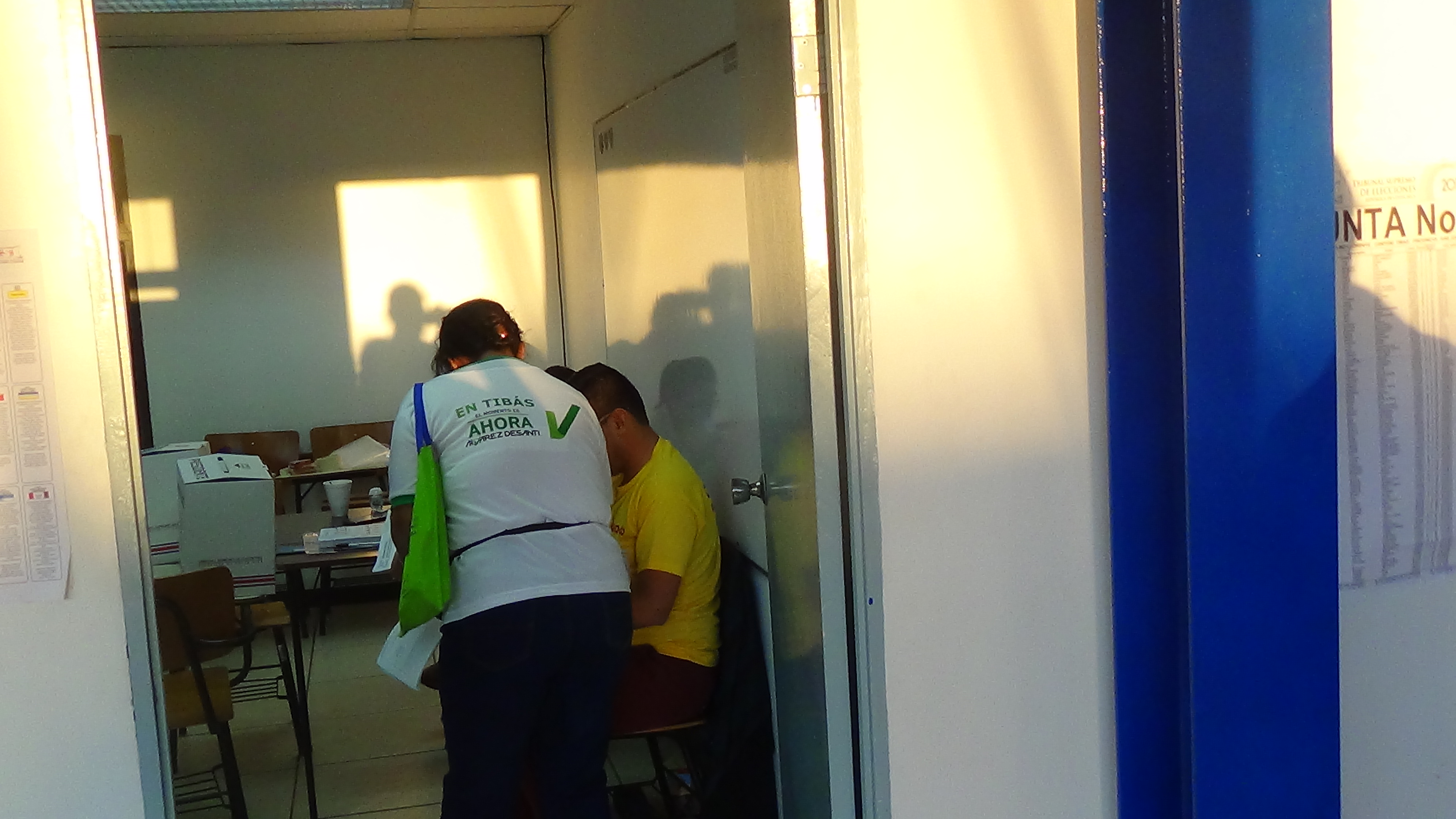
Simpatizante del PLN votando.

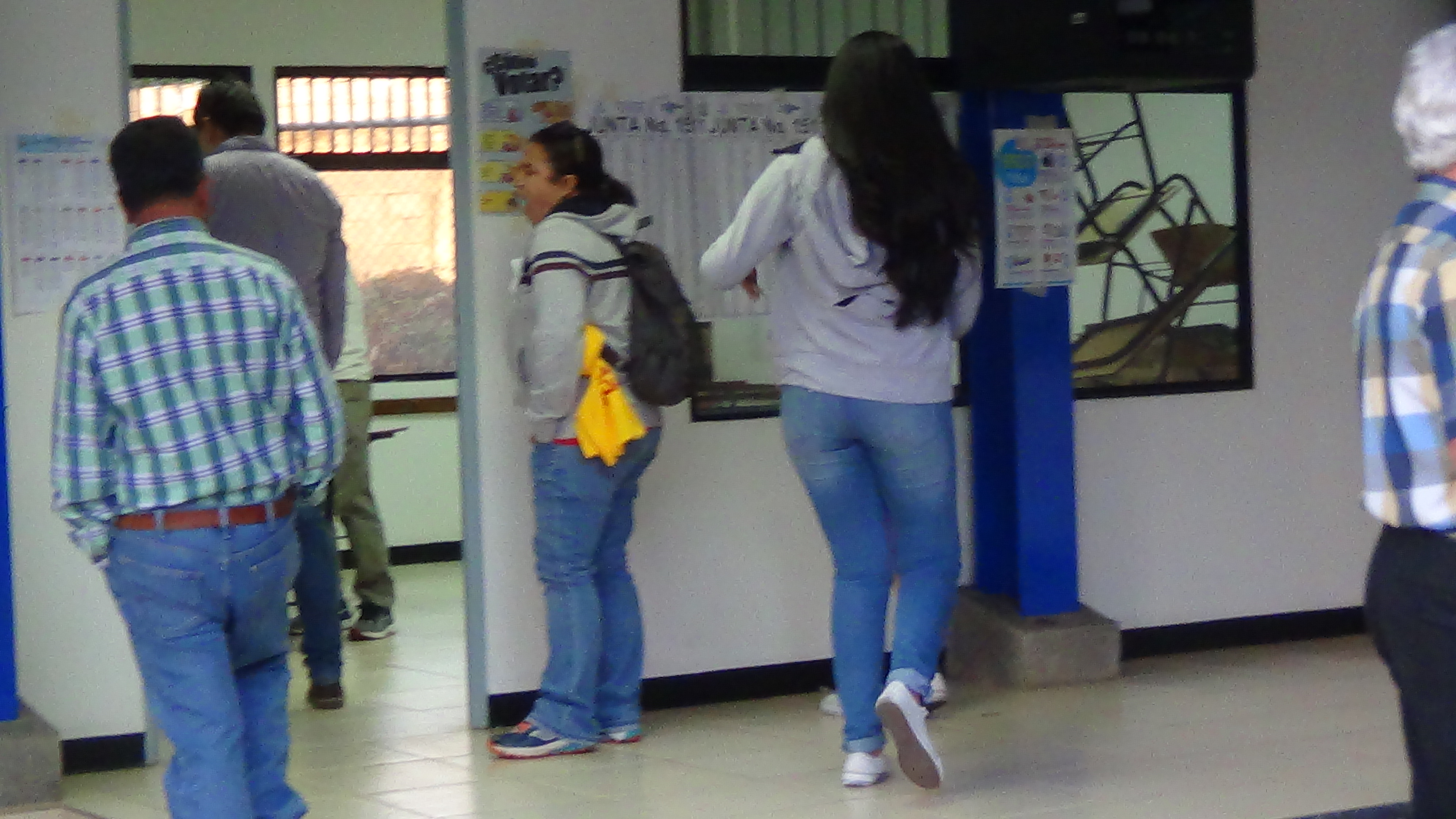
Partidaria del PAC en fila para votar

En diciembre de 2016 la empresa encuestadora Cid-Gallup hizo públicos los resultados de un sondeo que había sido contratado por la campaña de Figueres Olsen y que no había sido publicado en su totalidad, pues en la primera publicación se habían omitido datos como el que Figueres aparecía en primer lugar entre las opciones por las cuales nunca votaría (33%, siguiéndole Villalta con 11%). En la encuesta de OPol Consultores para El Mundo realizada entre el 2 y el 4 de diciembre de 2016 aparecen como los políticos mejor evaluados la diputada Epsy Campbell con 75% de aprobación, seguida por el médico Rodolfo Hernández con 70%, y los expresidentes Óscar Arias y Abel Pacheco con 66%. Los peor evaluados son el expresidente José María Figueres con 74% de opiniones negativas (25% de positivas), seguido por Laura Chincilla (70%), Otto Guevara (69%), José María Villalta (63%) y la diputada y precandidata libertaria Natalia Díaz (57%).
Los datos arrojados por OPol en febrero de 2017 muestran similares resultados. De entre las figuras políticas más populares y conocidas por más de la mitad de la población la que acumula opiniones más favorables es Campbell con 65% y 35% de opiniones negativas, seguida por Arias con 62% de positivas y 37% negativas, seguidos por Abel Pacheco (61% vs 38%), Araya (59% vs 40% ), Desanti (51% vs 49%), Calderón Fournier (49% vs 50% ), Piza (48% vs 51%), Solís Rivera (48% vs 52%), Solís Fallas (43% vs 56%), Miguel Ángel Rodríguez (39% vs 61%), y Villalta (36% vs 63%), siendo lo más impopulares y con más opiniones negativas Laura Chinchilla (35% vs 64%), Otto Guevara (30% vs 69%) y José María Figueres (17% vs 82%).
Las encuestas entre marzo y mayo de 2017 muestran a Desanti encabezando las preferencias, pero aún sin suficientes votos para ganar en primera ronda, y seguido del exministro Juan Diego Castro, virtualmente empatado con Piza. Estos mismos sondeos muestran en cuarto lugar con un 4% a Rodolfo Herández, seguido por Otto Guevara. En junio tras haber pasado las convenciones del PLN y del PUSC Desanti, ahora candidato oficial, reduce su intención de voto de 34% en mayo a 15% en junio, lo opuesto de Piza que pasa de 9% a ocupar el segundo lugar con 10%, Castro se mantiene con el mismo 9% en todas las encuestas. Hernández mantiene también el 4%, Carlos Álvaro del PAC sube de 0.3% en mayo a 2% en junio superando a Guevara. En la siguiente encuesta realizada un mes después, todos los candidatos principales aparecen con un repunte; Desanti alcanza el 31%, encabezando las preferencias pero aún muy por debajo de lo necesario para ganar en primera ronda. Piza se mantiene de segundo con 17%, seguido de Castro (14%), Alvarado se eleva al cuarto lugar con 10% superando a Hernández (9%), y Guevara se ubica de quinto (6%), con el candidato evangélico conservador Fabricio Alvarado de sexto con 5%. Otros candidatos reciben menos del margen error; Edgardo Araya (2.22%), Abelino Esquivel (0.66%), Sergio Mena (0.44%) y Mario Redondo (0.33%).
En encuesta de septiembre de 2017 de CID Gallup comisionada por Repretel, la figura política más popular, después del presidente Luis Guillermo Solís (que obtiene 57%) es Juan Diego Castro con 51%. Le sigue Desanti (49%) y Piza (40%). No obstante Desanti aparece de segundo en opiniones desfavorables con 38%, superado solo por Otto Guevara con 58%. Guevara es a su vez la figura con el saldo negativo más amplio con 18% de diferencia entre opiniones positivas y negativas, mientras Castro tiene el saldo positivo más amplio con 29 puntos de diferencia.

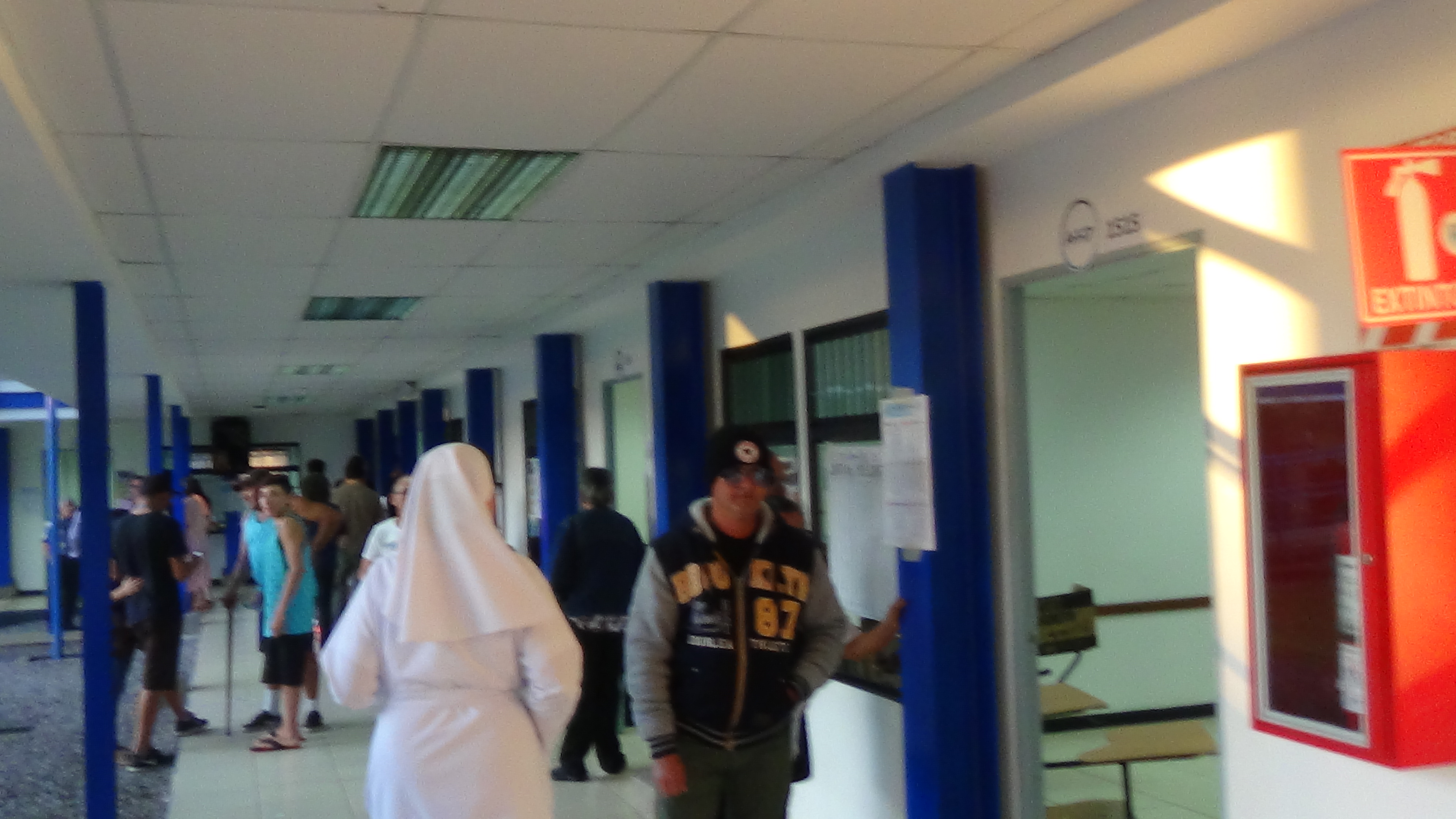
Religiosa dirigiéndose a recinto de votación

En general las encuestas han mostrado un vertiginoso descenso de la candidatura de Desanti, quien inició como favorito muy por encima de cualquier otro candidato, y con el pasar del tiempo fue alcanzado por otros candidatos, al punto que algunos analistas apuntan a que podría quedar fuera de la segunda ronda. Para finales del 2017 las encuestas lo ubicaban empatado con Castro o incluso superado por él. Seguido por Piza y con C. Alvarado y Hernández compitiendo por el cuarto lugar. Asimismo en la encuesta de noviembre del CIEP y de CID Gallup del mismo mes aparece Desanti como el candidato más señalado como por el que nunca votarían, seguido de Guevara, por lo que le sería difícil ganar en una segunda ronda donde requeriría el voto de los demás candidatos. Los candidatos que aparecen con menos porcentaje entre los "nunca votaría" fueron C. Alvarado y Hernández.
En cuanto al voto parlamentario según encuesta del Instituto de Estudios de la Población (IDESPO) de la Universidad Nacional, el PLN obtendría 23.5% de respaldo, el PUSC 11.8%, el PAC 9.3%, el PIN 7.1% y el FA 6%, en el caso del PUSC, el PAC y el FA el respaldo a la papeleta parlamentaria es superior al respaldo a la presidencial, en el caso del PIN es muy inferior. Encuestas a mediados de enero particularmente impactadas por el fallo de la Corte IDH mostraron la continua tendencia al descenso de Álvarez Desanti, quien aparece incluso de tercero en una de estas, con Piza descendiendo a cuarto lugar en dos de ellas —aunque colocándose de segundo por sobre Castro en la de Demoscopía, realizada antes del controversial fallo—. Fabricio Alvarado logra un ascenso sorpresivo a los primeros lugares. El oficialista Carlos Alvarado también tuvo un leve ascenso y repunte en redes sociales, mientras Castro se mantiene estancado en porcentajes parecidos desde noviembre. Similarmente la encuesta de Demoscopia para La República muestra semejantes resultados: descenso de Castro que pasa a quinto lugar, subida notoria de Piza que empata con Desanti y de C. Alvarado (que se posiciona en cuarto), con F. Alvarado de tercero, si bien al ser un 4% de margen de error los cuatro primeros lugares se encuentran en un empate técnico.
Al ser consultados sobre por cual candidato nunca votarían, los resultados fueron: Juan Diego Castro en un 25%, Antonio Álvarez Desanti en un 17%, Otto Guevara en un 8%, Fabricio Alvarado en un 6%, Rodolfo Piza en un 4% y Carlos Alvarado en un 3%.
Pasada la segunda ronda F. Alvarado encabeza las preferencias de voto, si bien en un empate técnico con C. Alvarado considerando el margen de error con 45 y 43% respectivamente y una reducción de la diferencia entre los dos de una encuesta a otra.

### Perfil del votante

#### Antecedentes
Un estudio con grupos focales realizado entre 2013 y 2014 mostró que de las distintas comunidades religiosas costarricenses, lo católicos conservadores, protestantes históricos y neopentecostales son los más conservadores con fuertes objeciones morales hacia toda forma de aborto, el estado laico, la homosexualidad, el divorcio, el sexo extramatrimonial y los programas de educación sexual del MEP. Mientras que católicos liberales, personas sin afiliación religiosa y las minorías religiosas no cristianas respaldan revisar la legislación sobre el aborto y permitirlo en ciertos casos, la laicidad del estado, los programas de educación sexual del MEP y la aceptación de las personas homosexuales y divorciados. Protestantes y neopentecostales ven el estado confesional como una protección frente al Ateísmo de Estado que según ellos acarrearía el laicismo. Los católicos están claramente divididos entre los de tendencia más conservadora y los de tendencia más liberal, todos los grupos excepto los sin religión manifestaron que los valores morales del candidato eran importantes para decidir su voto.

#### 2017-2018
Según estudio del CIEP de la Universidad de Costa Rica, Fabricio Alvarado es mayormente apoyado por mujeres jóvenes entre 18 y 34 años y hombres mayores de 55 con primaria o secundaria y fuertemente en contra de la resolución de la Corte IDH. Juan Diego Castro es respaldado mayormente por hombres adultos mayores de 55 años con secundaria completa y cuyo rechazo o respaldo a la resolución de la Corte IDH es parejo. Desanti es apoyado principalmente por mujeres mayores de 55 años con estudios superiores e igualmente el respaldo o rechazo a la resolución es equivalente entre sus seguidores. Carlos Alvarado recibe su apoyo mayoritario entre hombres y mujeres jóvenes entre los 18 y 34 años, con estudios superiores y muy a favor de la resolución de la Corte IDH, población curiosamente muy similar a la que respalda a Piza que también es joven entre 18-34 años, de estudios superiores y a favor de la resolución. Finalmente los indecisos son mayoritarios entre los menores de 34 años y las personas entre 34 y 55, con estudios superiores o solo la primaria.
De cara a la segunda ronda C. Alvarado acumula mayores respaldos de personas de otros partidos de cara a la segunda ronda incluyendo PLN, PUSC, PIN y FA, y su apoyo mayor proviene del área urbana y metropolitana principalmente San José, Heredia y Cartago. F. Alvarado recibe sus mayores apoyos de las costas y áreas periféricas como Guanacaste, Puntarenas y Limón. El apoyo a C. Alvarado es abrumador en Cartago (57% vs 16%), una provincia conocida por su catolicismo que, según algunos analistas, no es tan receptiva a un candidato evangélico. Los electores de C. Alvarado son mayormente personas jóvenes menores de 40, de ingresos medios y altos y educación superior y es más popular entre mujeres que hombres, los de F. Alvarado son personas mayores, con estudios básicos y de clases populares. Naturalmente, C. Alvarado tiene mayor apoyo entre aquellos con buena opinión del gobierno. F. Alvarado acumula más rechazos pues un 28% afirma que nunca votaría por él vs 18% que dicen lo mismo sobre C. Alvarado.
En cuanto a filación religiosa, el 70% de los votantes de Fabricio Alvarado son de religión evangélica, 20% son católicos y 8% sin religión. A Carlos Alvarado lo siguen en cambio un 52% de los católicos, 29% de irreligiosos y 13% de evangélicos, es decir, el primero tiene apoyo mayoritario entre protestantes, pero menor entre católicos y sin filiación, mientras que el segundo es más popular entre el votante católico y el agnóstico, pero su apoyo entre evangélicos es reducido. En cuanto a otros candidatos 75% de los liberacionistas son católicos y 6% evangélicos, mientras que 85% de los socialcristianos son católicos y 10% evangélicos.
De acuerdo con un estudio postelectoral realizado por CIEP de la Universidad de Costa Rica, entre los factores que le dieron la victoria al abanderado rojiamarillo se incluye el mejor desempeño en los debates, defensa del estado de derecho y su campaña más exitosa. La religión, aunque fue un factor, no fue tan influyente como se pensaba originalmente. Los aspectos que destacaban quienes respaldaron a Fabricio Alvarado eran defensa de la familia, que era creyente y que era una alternativa al PAC.
Sin embargo, Alvarado Quesada sí era más popular entre votantes católicos teniendo respaldo del 60% de estos, mientras que solo del 30% de no católicos. Otro factor que influyó fue de tipo socioeconómico según los investigadores del Centro al destacar que Alvarado Muñoz tenía el respaldo de los cantones periféricos menos desarrollados y con más altos niveles de pobreza, que a su vez son menos poblados y con mayor abstencionismo, mientras Alvarado Quesada tenía apoyos mayores en los cantones centrales y urbanizados.

### Polémica por pago de Restauración Nacional a encuestadora OPol
La última encuesta de la segunda ronda programada para el 28 de marzo fue cancelada debido a que directivos de OPol Consultores alegaron que habían sucedido amenazas contra sus colaboradores. Poco antes de este anunció se denunció en redes sociales que un vehículo registrado a nombre de la sociedad anónima a la que pertenece la encuestadora y conducido por el director de la misma viajaba con banderas de Restauración Nacional.
Asimismo la encuesta publicada por el Instituto de Estudios de la Población (IDESPO) de la Universidad Nacional, única que mostraba una amplia ventaja por parte de Carlos Alvarado sobre Fabricio, fue cuestionada casi inmediatamente por el medio digital El Mundo el cual reportó que era poco representativa y que la metodología no había sido la correcta, entre otras cosas. Varios políticos como Otto Guevara y Mario Redondo cuestionaron públicamente a IDESPO. El Tribunal Supremo de Elecciones y el Consejo Universitario reafirmaron la validez de la encuesta. La encuesta de IDESPO sería la más cercana al resultado electoral de la segunda ronda junto a una encuesta informal realizada por la empresa heladera Los Paleteros.
Pasada la campaña salió a la luz que tras la primera ronda el Comité Ejecutivo del Partido Restauración Nacional había realizado pagos a la empresa encuestadora OPol según reportes financieros presentados ante el Tribunal Supremo de Elecciones. Personeros del partido informaron que se trataba de consultorías políticas sin relación con las encuestas, sin embargo investigaciones posteriores del periódico La Nación descubrieron un contrato por el pago de las seis encuestas que se realizaron durante la campaña de segunda ronda de las cuales se publicaron cinco y que en todas aparecía como vencedor Fabricio Alvarado por amplio margen, y que eran compartidas en las redes sociales de la agrupación y del candidato así como de personalidades del partido y aliados incluyendo el diputado electo Jonathan Prendas y candidato a la vicepresidencia y el diputado Mario Redondo. Catherina Convertino, gerente general de Opinión Política CyC, sociedad anónima a la que pertenece OPol confirmó a los medios que las encuestas de segunda ronda habían sido solicitados por Juan Carlos Campos, jefe de campaña de Restauración Nacional y que decidieron hacer público el contrato a raíz de la mora del partido en el pago total de lo adeudado. Tanto Fabricio Alvarado como el presidente del partido Carlos Avendaño afrimaron desconocer dichos pagos. El diputado frenteamplista José María Villalta solicitó vía moción investigar el vínculo Restauración-OPol en la Comisión de Control y Gasto Público pero fue rechazada por el voto conjunto de los partidos PLN y PREN. Tras el cisma ocurrido con la renuncia de Fabricio Alvarado el presidente de PREN hizo mención del asunto en conferencia de prensa cuando afirmó: "Un día si quieren les digo dónde estuvo el fraude, todos los viernes esperábamos una encuesta que era falsa".

## Posiciones políticas
Los candidatos Rodolfo Piza y Juan Diego Castro declinaron responder las preguntas de sí o no.
| Tema                                                   | Carlos Alvarado PAC    | Fabricio Alvarado PREN | Antonio Álvarez PLN | Edgardo Araya FA | Stephanie Campos PRC | Otto Guevara ML | Rodolfo Hernández PRSC | Óscar López PASE | Sergio Mena PNG | Mario Redondo ADC | Jhon Vega [cita requerida] PT |    |
| ------------------------------------------------------ | ---------------------- | ---------------------- | ------------------- | ---------------- | -------------------- | --------------- | ---------------------- | ---------------- | --------------- | ----------------- | ----------------------------- | -- |
| Tema                                                   | Asamblea Constituyente | No                     | No                  | Sí               | No                   | Sí              | Sí                     | No               | Sí              | Sí                | No                            | Sí |
| Estado laico                                           | Sí                     | No                     | Sí                  | Sí               | No                   | Sí              | No                     | Sí               | Sí              | No                | Sí                            |    |
| Sociedades de convivencia                              | No                     | No                     | Sí                  | Sí               | Sí                   | Sí              | Sí                     | Sí               | Sí              | Sí                | Sí                            |    |
| Matrimonio entre parejas del mismo sexo                | Sí                     | No                     | No                  | Sí               | No                   | No              | No                     | No               | No              | No                | Sí                            |    |
| Nuevos impuestos                                       | Sí                     | No                     | No                  | No               | No                   | No              | No                     | No               | No              | No                | No                            |    |
| Concesión de obra pública                              | Sí                     | Sí                     | Sí                  | No               | Sí                   | Sí              | Sí                     | Sí               | Sí              | Sí                | No                            |    |
| Apertura del monopolio en distribución de combustibles | No                     | Sí                     | Sí                  | No               | Sí                   | Sí              | Sí                     | Sí               | Sí              | Sí                | No                            |    |
| Fuente: Café Política.                                 |                        |                        |                     |                  |                      |                 |                        |                  |                 |                   |                               |    |

## Debates
Se organizaron distintos debates entre los principales candidatos. El primero y transmitido por el canal estatal SINART fue organizado Tribunal Supremo de Elecciones y dividido en dos tractos para incluir todos los candidatos, entre el 7 y 8 de enero. La periodista Amelia Rueda que tiene su propio canal de noticias realizó uno el 27 de enero de 2018, mientras las dos cadenas mayoritarias organizaron sus debates, Teletica que realizó su debate el 30 de enero y Repretel que lo realizó el 1 de febrero. Surgió cierta polémica por la aparente exclusión del candidato oficialista a ciertos debates, sin embargo posteriormente fue confirmado que en los de Teletica y Repretel sería incluido. Al igual que Fabricio Alvarado.
En la segunda ronda se organizaron distintos debates, Repretel organizó su debate el 22 de marzo, el 25 de marzo el Tribunal Supremo de Elecciones transmitió su debate por medio de SINART, mismo que organizó su debate individualmente el siguiente día, Teletica finalizó los debates con el suyo el 27 de marzo.

## Presidente y Vicepresidentes

### Primera vuelta
|  | 25.02 % |

|  | 21.60 % |

|  | 18.64 % |

|  | 15.98 % |

|  | 9.55 % |

|  | 4.95 % |

|  | 1.02 % |

|  | 0.78 % |

|  | 0.76 % |

|  | 0.59 % |

|  | 0.57 % |

|  | 0.35 % |

|  | 0.20 % |

|  | 98.72 % |

|  | 0.23 % |

|  | 1.05 % |

|  | 100.00 % |

|  | 65.70 % |

#### Por provincia
| Provincia                                                           | F. Alvarado (PREN) | F. Alvarado (PREN) | C. Alvarado (PAC) | C. Alvarado (PAC) | Álvarez (PLN) | Álvarez (PLN) | Piza (PUSC) | Piza (PUSC) | Castro (PIN) | Castro (PIN) | Hernández (PRSC) | Hernández (PRSC) | Otros  | Otros  |      |
| Provincia                                                           | Votos              | %                  | Votos             | %                 | Votos         | %             | Votos       | %           | Votos        | %            | Votos            | %                | Votos  | %      |      |
| ------------------------------------------------------------------- | ------------------ | ------------------ | ----------------- | ----------------- | ------------- | ------------- | ----------- | ----------- | ------------ | ------------ | ---------------- | ---------------- | ------ | ------ | ---- |
| Provincia                                                           | Alajuela           | 113.234            | 26.76             | 92.385            | 21.83         | 76.848        | 18.16       | 64.459      | 15.23        | 37.462       | 8.85             | 23.023           | 5.44   | 15.703 | 3.73 |
| Cartago                                                             | 41.211             | 15.02              | 72.528            | 26.43             | 55.345        | 20.17         | 41.337      | 15.06       | 29.839       | 10.87        | 17.464           | 6.36             | 16.735 | 6.09   |      |
| Guanacaste                                                          | 35.733             | 25.56              | 21.089            | 15.08             | 32.937        | 23.56         | 22.108      | 15.81       | 15.653       | 11.20        | 7.266            | 5.20             | 5.022  | 3.59   |      |
| Heredia                                                             | 50.033             | 21.18              | 64.449            | 27.28             | 41.780        | 17.68         | 42.705      | 18.08       | 19.075       | 8.07         | 8.792            | 3.72             | 9.412  | 3.99   |      |
| Limón                                                               | 64.710             | 42.58              | 16.050            | 10.56             | 26.684        | 17.56         | 14.041      | 9.24        | 15.810       | 10.40        | 6.978            | 4.59             | 7.714  | 5.07   |      |
| Puntarenas                                                          | 60.069             | 35.54              | 20.330            | 12.02             | 31.280        | 18.50         | 23.067      | 13.64       | 19.462       | 11.51        | 8.202            | 4.85             | 6.639  | 3.94   |      |
| San José                                                            | 172.975            | 22.89              | 177.643           | 23.51             | 135.880       | 17.98         | 135.883     | 17.98       | 68.058       | 9.01         | 34.676           | 4.59             | 30.501 | 4.04   |      |
| Total                                                               | 537.992            | 25.02              | 464.747           | 21.60             | 400.757       | 18.64         | 343.597     | 15.98       | 205.359      | 9.55         | 106.401          | 4.95             | 91.726 | 4.26   |      |
| Source: TSE Archivado el 9 de diciembre de 2018 en Wayback Machine. |                    |                    |                   |                   |               |               |             |             |              |              |                  |                  |        |        |      |

#### Voto en el extranjero

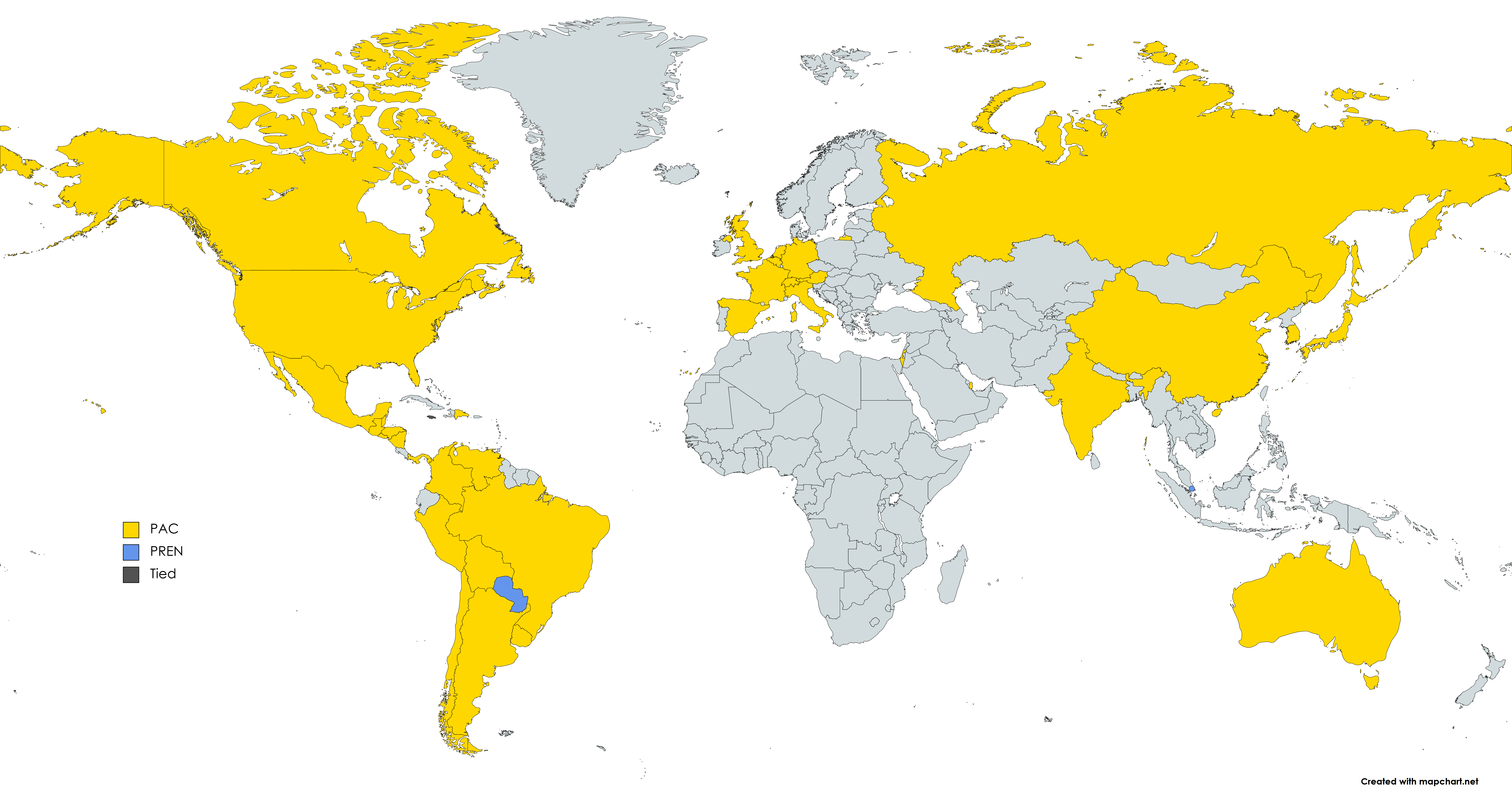
PAC
PREN
Empate

|                      |                |                |                |                |                |                |                |                |                |                |
| Primera ronda:       | Primera ronda: | Primera ronda: | Primera ronda: | Primera ronda: | Primera ronda: | Primera ronda: | Primera ronda: | Primera ronda: | Primera ronda: | Primera ronda: |
| País                 | Mesas          | C. Alvarado    | F. Alvarado    | A. Álvarez     | E. Araya       | J.D. Castro    | R. Hernández   | S. Mena        | R. Piza        | Otros          |
| -------------------- | -------------- | -------------- | -------------- | -------------- | -------------- | -------------- | -------------- | -------------- | -------------- | -------------- |
| Alemania             | 1              | 66,87%         | 1,23%          | 5,52%          | 3,68%          | 3,07%          | 0              | 1,84%          | 17,79%         | 0              |
| Argentina            | 1              | 55,00%         | 3,75%          | 8,75%          | 10,00%         | 5,00%          | 0              | 1,25%          | 15,00%         | 1,25%          |
| Australia            | 1              | 56,00%         | 8,00%          | 8,00%          | 6,00%          | 6,00%          | 0              | 14,00%         | 2,00%          |                |
| Austria              | 1              | 57,89%         | 2,63%          | 7,89%          | 0              | 7,89%          | 0              | 0              | 23,68%         | 0              |
| Bélgica              | 1              | 49,02%         | 0              | 21,57%         | 1,96%          | 3,92%          | 1,96%          | 0              | 0              | 0              |
| Belice               | 1              | 25,00%         | 0              | 75,00          | 0              | 0              | 0              | 0              | 0              |                |
| Bolivia              | 1              | 75,00%         | 0              | 0              | 0              | 0              | 0              | 25,00%         | 0              |                |
| Brasil               | 1              | 33,33%         | 14,29%         | 14,29%         | 14,29%         | 4,76%          | 0              | 0              | 14,29%         | 4,76%          |
| Canadá               | 2              | 47,92%         | 7,64%          | 11,81%         | 2,78%          | 4,86%          | 2,08%          | 2,08%          | 17,36%         | 3%             |
| China                | 1              | 45,45%         | 2,27%          | 22,73%         | 2,27%          | 0              | 0              | 0              | 22,73%         | 4%             |
| Chile                | 1              | 48,15%         | 3,70%          | 19,44%         | 1,85%          | 0,93%          | 0              | 0%             | 24,07%         | 1%             |
| Colombia             | 1              | 30,56%         | 2,78%          | 36,11%         | 1,39%          | 1,39%          | 0              | 20,83          | 0              |                |
| Corea del Sur        | 1              | 50,00%         | 14,29%         | 14,29%         | 0              | 7,14%          | 0              | 0              | 14,29%         | 0              |
| Cuba                 | 1              | 45,83%         | 4,17%          | 4,17%          | 8,33%          | 0              | 0              | 4,17%          | 0              | 20%            |
| Ecuador              | 1              | 48,00%         | 8,00%          | 4,00%          | 12,00%         | 0              | 0              | 0              | 24,00%         | 4,00%          |
| El Salvador          | 1              | 26,87%         | 5,97%          | 23,88%         | 1,49%          | 14,93%         | 1,49%          | 0              | 22,39%         | 1,49%          |
| España               | 1              | 51,98%         | 5,45%          | 12,87%         | 1,98%          | 1,49%          | 0              | 0,50%          | 24,75%         | 1%             |
| Estados Unidos       | 25             | 30,66%         | 17,24%         | 16,15%         | 0,63%          | 7,28%          | 1,48%          | 0,80%          | 24,35%         | 2%             |
| Francia              | 1              | 63,83%         | 0,71%          | 14,18%         | 4,26%          | 2,84%          | 0%             | 1,42%          | 12,77%         | 0              |
| Guatemala            | 1              | 23,13%         | 15,63%         | 20,63%         | 3,13%          | 10,00%         | 0,63%          | 1,25%          | 25.00%         | 0,63%          |
| Honduras             | 1              | 25,00%         | 11,84%         | 19,74%         | 1,32%          | 7,89%          | 1,32%          | 1,32%          | 28,95%         | 2%             |
| India                | 1              | 0              | 0              | 100%           | 0              | 0              | 0              | 0              | 0              | 0              |
| Israel               | 1              | 15,38%         | 0              | 30,77%         | 0              | 15,38%         | 0              | 0              | 38,46%         | 0              |
| Italia               | 1              | 45,31%         | 6,25%          | 20,31%         | 0              | 4,69%          | 1,56%          | 0              | 17,19%         | 4,69%          |
| Jamaica              | 1              | 0              | 0              | 0              | 0              | 0              | 0              | 0              | 0              | 0              |
| Japón                | 1              | 53,85%         | 7,69%          | 0              | 3,85%          | 7,69%          | 0              | 0              | 26,92%         | 0              |
| México               | 1              | 35,64%         | 7,45%          | 12,23%         | 2,13%          | 3,19%          | 0              | 0,53%          | 36,17%         | 2%             |
| Nicaragua            | 2              | 26,32%         | 13,16%         | 22,37%         | 1,32%          | 3,95%          | 0              | 0              | 25,00%         | 0              |
| Países Bajos         | 1              | 68,81%         | 0,92%          | 7,34%          | 2,75%          | 2,75%          | 0              | 0              | 15,60%         | 1,83%          |
| Panamá               | 2              | 23,62%         | 13,57%         | 25,13%         | 0              | 5,03%          | 0              | 0,50%          | 25,13%         | 0,50%          |
| Paraguay             | 1              | 14,29%         | 28,57%         | 28,57%         | 0              | 0              | 7,14%          | 0              | 0              | 7,14%          |
| Perú                 | 1              | 36,36%         | 15,91%         | 22,73%         | 0              | 6,82%          | 0              | 0              | 18,18%         | 0              |
| Catar                | 1              | 18,75%         | 0              | 25,00%         | 0              | 12,50%         | 0              | 0              | 43,75%         | 0              |
| Reino Unido          | 1              | 43,80%         | 1,65%          | 25,62%         | 2,48%          | 1,65%          | 0              | 0,83%          | 23,14%         | 0,83%          |
| República Dominicana | 1              | 21,28%         | 19,15%         | 17,02%         | 0              | 0              | 0              | 2,13%          | 38,30%         | 2,13%          |
| Rusia                | 1              | 64,29%         | 0              | 21,43%         | 14,29%         | 0              | 0              | 0              | 0              | 0              |
| Singapur             | 1              | 41,67%         | 16,67%         | 8,33%          | 0              | 0              | 0              | 0              | 25,00%         | 0              |
| Suiza                | 1              | 43,62%         | 7,45%          | 22,34%         | 4,26%          | 1,06%          | 0              | 0              | 21,28%         | 0              |
| Trinidad y Tobago    | 1              | 33,33%         | 33,33%         | 33,33%         | 0              | 0              | 0              | 0              | 0              | 0              |
| Turquía              | 1              | 100%           | 0              | 0              | 0              | 0              | 0              | 0              | 0              | 0              |
| Uruguay              | 1              | 57,14%         | 14,29%         | 0              | 0              | 14,29%         | 0              | 0              | 14,29%         | 0              |
| Venezuela            | 1              | 16,00%         | 10,00%         | 42.00%         | 4,00%          | 2,00%          | 6,00%          | 0              | 20,00%         | 0              |
| Fuente TSE.          |                |                |                |                |                |                |                |                |                |                |

### Segunda vuelta
|  | 60.55 % |

|  | 39.45 % |

|  | 98.90 % |

|  | 0.21 % |

|  | 0.89 % |

|  | 100.00 % |

|  | 66.46 % |

#### Por provincia
| Provincia                                                            | C. Alvarado (PAC) | C. Alvarado (PAC) | F. Alvarado (PREN) | F. Alvarado (PREN) |       |
| Provincia                                                            | Votos             | %                 | Votos              | %                  |       |
| -------------------------------------------------------------------- | ----------------- | ----------------- | ------------------ | ------------------ | ----- |
| Provincia                                                            | Alajuela          | 256.282           | 59.77              | 172.517            | 40.23 |
| Cartago                                                              | 211.386           | 74.62             | 71.879             | 25.38              |       |
| Guanacaste                                                           | 82.596            | 58.58             | 58.403             | 41.42              |       |
| Heredia                                                              | 162.041           | 67.28             | 78.819             | 32.72              |       |
| Limón                                                                | 55.277            | 36.64             | 95.599             | 63.36              |       |
| Puntarenas                                                           | 77.755            | 45.04             | 94.869             | 54.96              |       |
| San José                                                             | 473.864           | 62.26             | 287.233            | 37.74              |       |
| Total                                                                | 1.319.201         | 60.55             | 859.319            | 39.45              |       |
| Source: TSE Archivado el 25 de diciembre de 2018 en Wayback Machine. |                   |                   |                    |                    |       |

#### Voto en el extranjero
| Segunda ronda:       | Segunda ronda: | Segunda ronda: | Segunda ronda: |
| País                 | Mesas          | C. Alvarado    | F. Alvarado    |
| -------------------- | -------------- | -------------- | -------------- |
| Alemania             | 1              | 96,34%         | 3,66%          |
| Argentina            | 1              | 89,86%         | 10,14%         |
| Australia            | 1              | 79,49%         | 20,51%         |
| Austria              | 1              | 95,00%         | 5,00%          |
| Bélgica              | 1              | 87,23%         | 12,77%         |
| Belice               | 1              | 66,67%         | 33,33%         |
| Bolivia              | 1              | 83,33%         | 16,67%         |
| Brasil               | 1              | 100%           | 0              |
| Canadá               | 2              | 83,77%         | 16,23%         |
| China                | 1              | 90,38%         | 9,62%          |
| Chile                | 1              | 81,00%         | 19,00%         |
| Colombia             | 1              | 85,48%         | 14,52%         |
| Corea del Sur        | 1              | 64,29%         | 35,71%         |
| Cuba                 | 1              | 78,95%         | 21,05%         |
| Ecuador              | 1              | 90,00%         | 10,00%         |
| El Salvador          | 1              | 76,39%         | 23,61%         |
| España               | 1              | 80,33%         | 19,67%         |
| Estados Unidos       | 25             | 72,36%         | 27,64%         |
| Francia              | 1              | 94,91%         | 5,59%          |
| Guatemala            | 1              | 71,60%         | 28,40%         |
| Honduras             | 1              | 54,29%         | 45,71%         |
| India                | 1              | 100,00%        | 0              |
| Israel               | 1              | 66,67%         | 33,33%         |
| Italia               | 1              | 84,91%         | 15,09%         |
| Jamaica              | 1              | 0              | 0              |
| Japón                | 1              | 87,50%         | 12,50%         |
| México               | 1              | 82,67%         | 17,33%         |
| Nicaragua            | 2              | 67,44%         | 32,56%         |
| Países Bajos         | 1              | 91,89%         | 8,11%          |
| Panamá               | 2              | 73,27%         | 26,73%         |
| Paraguay             | 1              | 45,45%         | 54,55%         |
| Perú                 | 1              | 78,18%         | 21,82%         |
| Catar                | 1              | 77,27%         | 22,73%         |
| Reino Unido          | 1              | 91,06%         | 8,94%          |
| República Dominicana | 1              | 70,00%         | 30,00%         |
| Rusia                | 1              | 91,67%         | 8,33%          |
| Singapur             | 1              | 50,00%         | 50,00%         |
| Suiza                | 1              | 90,24%         | 9,76%          |
| Trinidad y Tobago    | 1              | 66,67%         | 33,33%         |
| Turquía              | 1              | 100,00%        | 0              |
| Uruguay              | 1              | 63,64%         | 36,36%         |
| Venezuela            | 1              | 67,74%         | 32,26%         |
| Fuente TSE.          |                |                |                |

## Elecciones Legislativas
Las elecciones legislativas de Costa Rica de 2018 son los comicios mediante los cuales se eligió a los 57 diputados que conforman la Asamblea Legislativa de Costa Rica para el período 2018-2022.
Aún sin pasar a la segunda ronda presidencial, el Partido Liberación Nacional obtuvo la mayoría de diputados (17) seguido por el partido cristiano Restauración Nacional que incrementó significativamente su bancada de 1 a 14, Acción Ciudadana con 10, Unidad Social Cristiana con 9, Integración Nacional 4 y el Partido Republicano Social Cristiano con 2. La izquierda representada por el Frente Amplio disminuyó su bancada de 9 a 1.
Cuatro partidos perdieron del todo su representación legislativa: Movimiento Libertario, Renovación Costarricense, Accesibilidad Sin Exclusión y Alianza Demócrata Cristiana.

### Repartición
Los diputados se eligen por provincias y numéricamente se reparten:
- 19 para San José
- 11 para Alajuela
- 7 para Cartago
- 6 para Heredia
- 5 para Puntarenas
- 5 para Limón
- 4 para Guanacaste

### Resultados
|  | 19.49 % |

|  | 18.15 % |

|  | 16.26 % |

|  | 16.26 % |

|  | 7.66 % |

|  | 4.21 % |

|  | 3.95 % |

|  | 2.45 % |

|  | 2.32 % |

|  | 2.26 % |

|  | 2.15 % |

|  | 1.96 % |

|  | 0.64 % |

|  | 0.59 % |

|  | 0.54 % |

|  | 0.46 % |

|  | 0.39 % |

|  | 0.39 % |

|  | 0.38 % |

|  | 0.37 % |

|  | 0.29 % |

|  | 0.23 % |

|  | 0.23 % |

|  | 0.09 % |

|  | 0.04 % |

|  | 97.61 % |

|  | 0.58 % |

|  | 1.81 % |

|  | 100.00 % |

|  | 65.56 % |

#### Resultados por provincia
| Provincia  | PLN      | PLN   | PREN  | PREN  | PAC   | PAC   | PUSC  | PUSC  | PIN   | PIN  | PRSC | PRSC | FA   | FA   | ML   | ML   | PNG  | PNG  | PASE | PASE | ADC  | ADC  | Otros | Otros |   |
| Provincia  | %        | S     | %     | S     | %     | S     | %     | S     | %     | S    | %    | S    | %    | S    | %    | S    | %    | S    | %    | S    | %    | S    | %     | S     |   |
| ---------- | -------- | ----- | ----- | ----- | ----- | ----- | ----- | ----- | ----- | ---- | ---- | ---- | ---- | ---- | ---- | ---- | ---- | ---- | ---- | ---- | ---- | ---- | ----- | ----- | - |
| Provincia  | San José | 17.94 | 4     | 17.41 | 4     | 17.57 | 4     | 15.29 | 3     | 6.91 | 2    | 4.08 | 1    | 4.93 | 1    | 2.24 | 0    | 2.00 | 0    | 1.91 | 0    | 1.66 | 0     | 8.05  | 0 |
| Alajuela   | 21.78    | 3     | 20.57 | 2     | 17.74 | 2     | 14.32 | 2     | 7.22  | 1    | 4.84 | 1    | 2.84 | 0    | 1.57 | 0    | 2.34 | 0    | 2.08 | 0    | 1.72 | 0    | 3.27  | 0     |   |
| Cartago    | 19.92    | 2     | 10.58 | 1     | 19.84 | 2     | 13.28 | 1     | 8.22  | 1    | 4.74 | 0    | 3.51 | 0    | 1.78 | 0    | 3.18 | 0    | 2.63 | 0    | 5.63 | 0    | 6.70  | 0     |   |
| Heredia    | 19.06    | 2     | 17.75 | 1     | 20.98 | 2     | 17.97 | 1     | 7.04  | 0    | 3.47 | 0    | 4.82 | 0    | 1.96 | 0    | 2.18 | 0    | 1.39 | 0    | 1.20 | 0    | 2.19  | 0     |   |
| Puntarenas | 21.45    | 2     | 24.98 | 2     | 9.27  | 0     | 14.28 | 1     | 9.25  | 0    | 4.55 | 0    | 3.08 | 0    | 3.46 | 0    | 2.40 | 0    | 1.05 | 0    | 1.96 | 0    | 4.27  | 0     |   |
| Limón      | 15.04    | 2     | 23.20 | 3     | 6.86  | 0     | 9.68  | 0     | 6.55  | 0    | 3.67 | 0    | 3.72 | 0    | 4.29 | 0    | 0.67 | 0    | 4.31 | 0    | 5.62 | 0    | 16.39 | 0     |   |
| Guanacaste | 23.04    | 2     | 15.81 | 1     | 10.07 | 0     | 14.89 | 1     | 12.17 | 0    | 3.57 | 0    | 2.28 | 0    | 3.29 | 0    | 1.42 | 0    | 3.06 | 0    | 1.92 | 0    | 8.50  | 0     |   |
| Total      | -        | 17    | -     | 14    | -     | 10    | -     | 9     | -     | 4    | -    | 2    | -    | 1    | -    | 0    | -    | 0    | -    | 0    | -    | 0    | -     | 0     |   |

## Geografía electoral
Los dos partidos más votados en los comicios de primera ronda fueron Restauración Nacional y Acción Ciudadana. El primero ganó en las provincias rurales como Guanacaste, Puntarenas y Limón, mientras su rival venció en las provincias metropolitanas San José, Cartago y Heredia, con excepción de Alajuela donde ganó Restauración aunque el PAC preservó algunos de sus bastiones históricos como San Ramón, Palmares y Naranjo. El PAC también venció, por amplio margen, en el voto en el extranjero por segunda vez consecutiva.

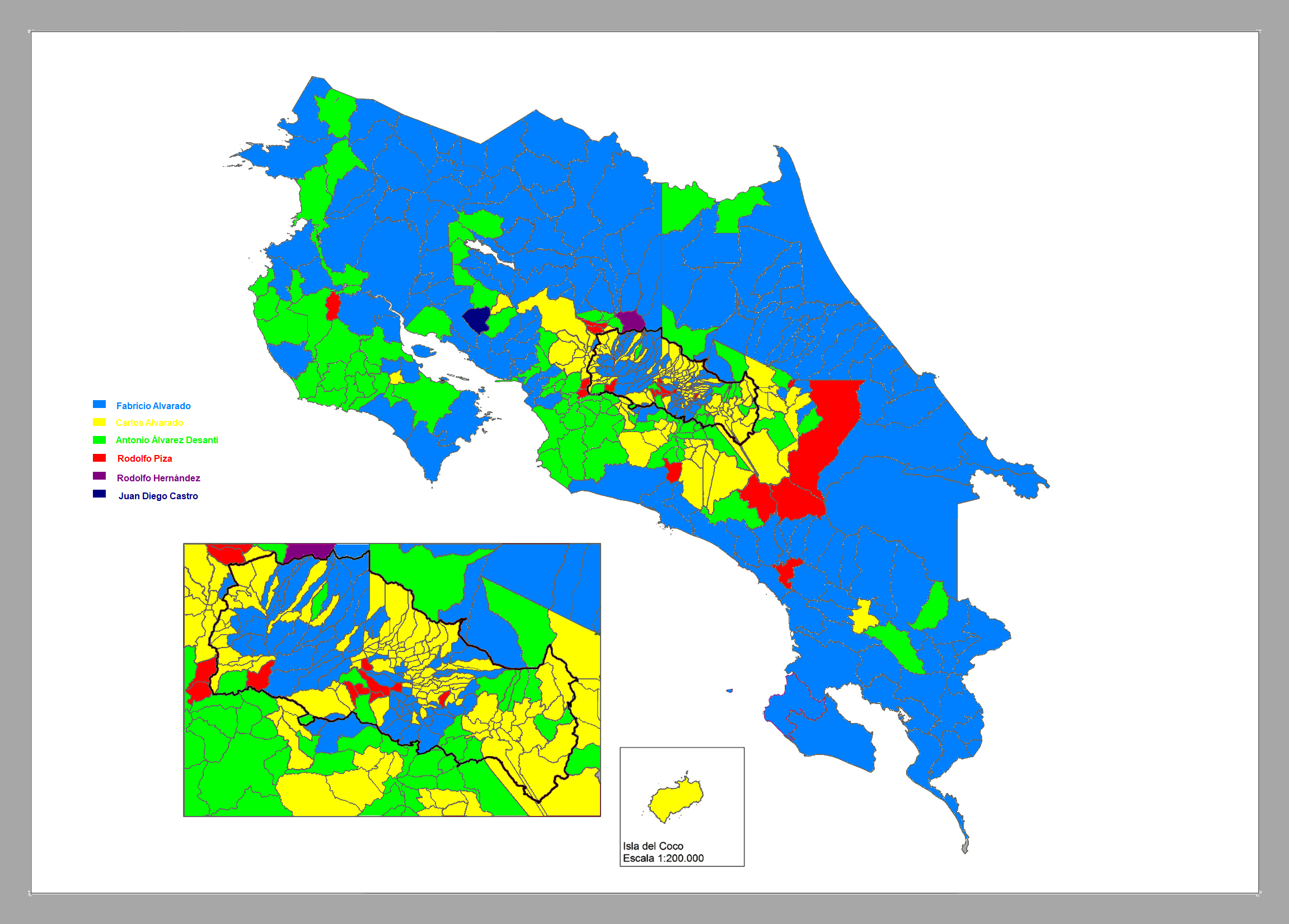
Resultados de la primera ronda por distrito
Fabricio Alvarado
Carlos Alvarado
Antonio Álvarez Desanti
Rodolfo Piza
Rodolfo Hernández
Juan Diego Castro

Por primera vez en la historia el Partido Liberación Nacional no vence en ninguna provincia. A nivel de cantones los apoyos más grandes para PREN vinieron de cantones en Limón como Matina, Siquirres y Limón Central, mientras que los mayores respaldos del PAC vinieron de cantones tradicionalmente afines como Montes de Oca, San Ramón, Heredia, Tibás y Moravia.
Para la segunda ronda Carlos Alvarado mantuvo todas las provincias donde venció y sumó además a Alajuela y Guanacaste, mientras Limón y Puntarenas permanecieron favorables a Fabricio. La provincia donde ganó por mayor margen el oficialista fue Cartago con 75%, seguida de Heredia (67%), San José (62%), Alajuela (60%) y Guanacaste (59%), aunque el mayor margen lo obtuvo en el voto en el extranjero donde cosechó el 77% de los votos. El abstencionismo se redujo en segunda ronda por primera vez en la historia.
El candidato opositor obtuvo una contundente victoria en Limón con 62% de los votos y todos los cantones, en Puntarenas fue el 58% y la mayoría de cantones menos Esparza, Montes de Oro, Coto Brus y Garabito. Fabricio fue victorioso en un total de 19 de 82 cantones, incluyendo 4 de Alajuela (San Carlos, Upala, Los Chiles y Guatuso) y Sarapiquí en Heredia. En Cartago y San José no obtendría ningún cantón. El resto de cantones fue ganado por el exministro.

## Reacciones
Una vez emitidos los primeros resultados por parte del Tribunal Supremo de Elecciones a eso de los 8:15 p. m. poco después Fabricio Alvarado dio su discurso aceptando los resultados y concediendo la victoria a su contrincante. Alvarado Muñoz aseguró que había llamado por teléfono a Carlos Alvarado y le había felicitado, haciendo un llamado a la unidad nacional y al reconocimiento del proceso democrático. También pidió a aquellas familias que se hubieran separado por diferencias políticas que se conciliaran y las llamó a «abrazarse».
Carlos Alvarado en su discurso de la victoria agradeció a sus colaboradores en todo el país, a los integrantes de los distintos partidos políticos que le habían apoyado y llamó a crear un gobierno de unidad nacional con representantes en el gabinete de los partidos con representación parlamentaria.
Las reacciones internacionales fueron en general de felicitación. Carlos Alvarado fue felicitado mediante Twitter por los mandatarios Enrique Peña Nieto de México, Juan Orlando Hernández de Honduras, Jimmy Morales de Guatemala, Nicolás Maduro de Venezuela, Juan Manuel Santos de Colombia y Juan Carlos Varela de Panamá, este último quien además destacó que el hijo de Alvarado nació en Panamá lo que era una oportunidad para «unir más a dos pueblos hermanos». así como los expresidentes Michelle Bachelet de Chile y Rafael Correa de Ecuador quienes también destacaron el que Epsy Campbell se convertirá en la primera mujer afrodescendiente en ser vicepresidenta de un país latinoamericano continental. Todos aprovecharon también para señalar el deseo de continuar estrechando relaciones entre los países. El Departamento de Estado de los Estados Unidos emitió una felicitación a nombre del gobierno de Estados Unidos en lo que llamó «elecciones libres, justas y pacíficas» elogiando el sistema democrático del país y lo que describió como «promotor de la prosperidad económica, la seguridad y el buen gobierno» en el hemisferio. También fue felicitado por Luis Almagro, Secretario General de la Organización de Estados Americanos, por Mariano Rajoy, presidente del gobierno de España quien afirmó que «Costa Rica y España son dos países hermanos, que mantienen desde tiempo inmemorial unos estrechísimos vínculos de amistad y cooperación. Estoy seguro de que seguiremos profundizando nuestra relación a lo largo de los próximos años, en beneficio de nuestros dos pueblos. Puede contar para ello con la plena colaboración del Gobierno de España.» y destacó el crecimiento económico y desarrollo social inclusivo de los últimos gobiernos. La Organización de Naciones Unidas felicitó al país y sus electores por lo que llamó crear una sociedad más inclusiva. También recibió una llamada de felicitación directa de parte del primer ministro canadiense Justin Trudeau quien dijo «Quiero expresarle mis más grandes felicitaciones. Estoy muy emocionado por el futuro de Costa Rica y tu liderazgo» y aseguró que el país es un ejemplo en derechos humanos y en materia ambiental.

### Escándalo por financiamiento
A finales de mayo de 2018 el presidente del Comité Ejecutivo Nacional de Restauración Nacional, diputado y jefe de bancada Carlos Avendaño interpuso una denuncia ante el Tribunal Supremo de Elecciones por presuntos pagos irregulares mediante una estructura paralela por parte del equipo de campaña de Fabricio Alvarado que presuntamente habrían derivado en pagos onerosos para distintas figuras incluyendo un primo de Alvarado, su hermano y el propio jefe de campaña Juan Carlos Campos. Esto se dio poco después de que las empresas OPol Consultores y Crescendo Mercadeo y Publicidad que habrían brindado servicios de consultoría y publicidad audiovisual respectivamente. Trascendió también que el Tribunal se encontraba investigando el uso de un helicóptero privado durante la campaña electoral por parte del mismo partido. El diputado José María Villalta presentó una moción ante la Comisión de Control y Gasto Público de la Asamblea Legislativa para investigar las denuncias contra Restauración.

## Galería

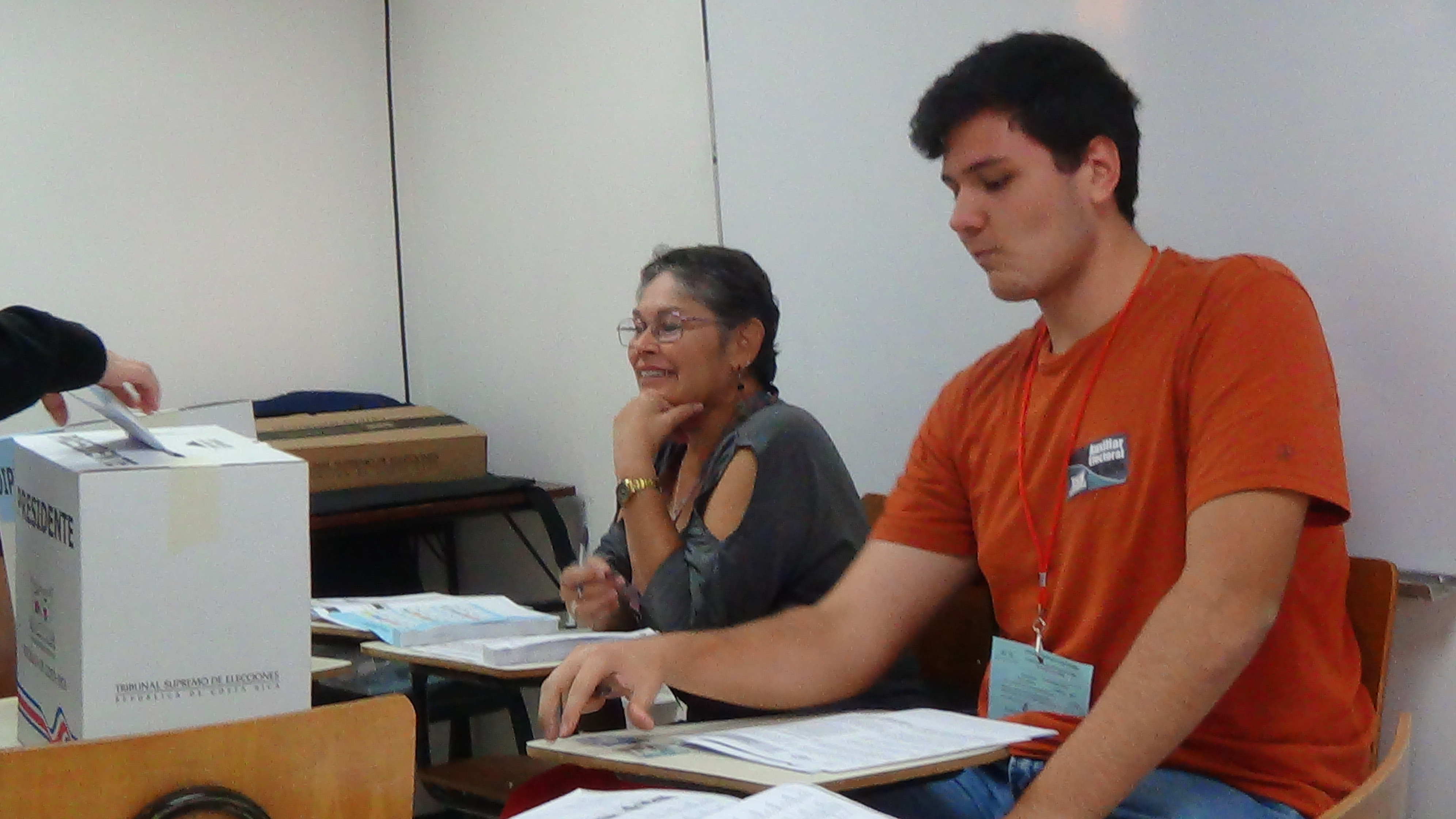
Auxiliares del Tribunal Supremo de Elecciones fungiendo como miembros de mesa en una junta receptora
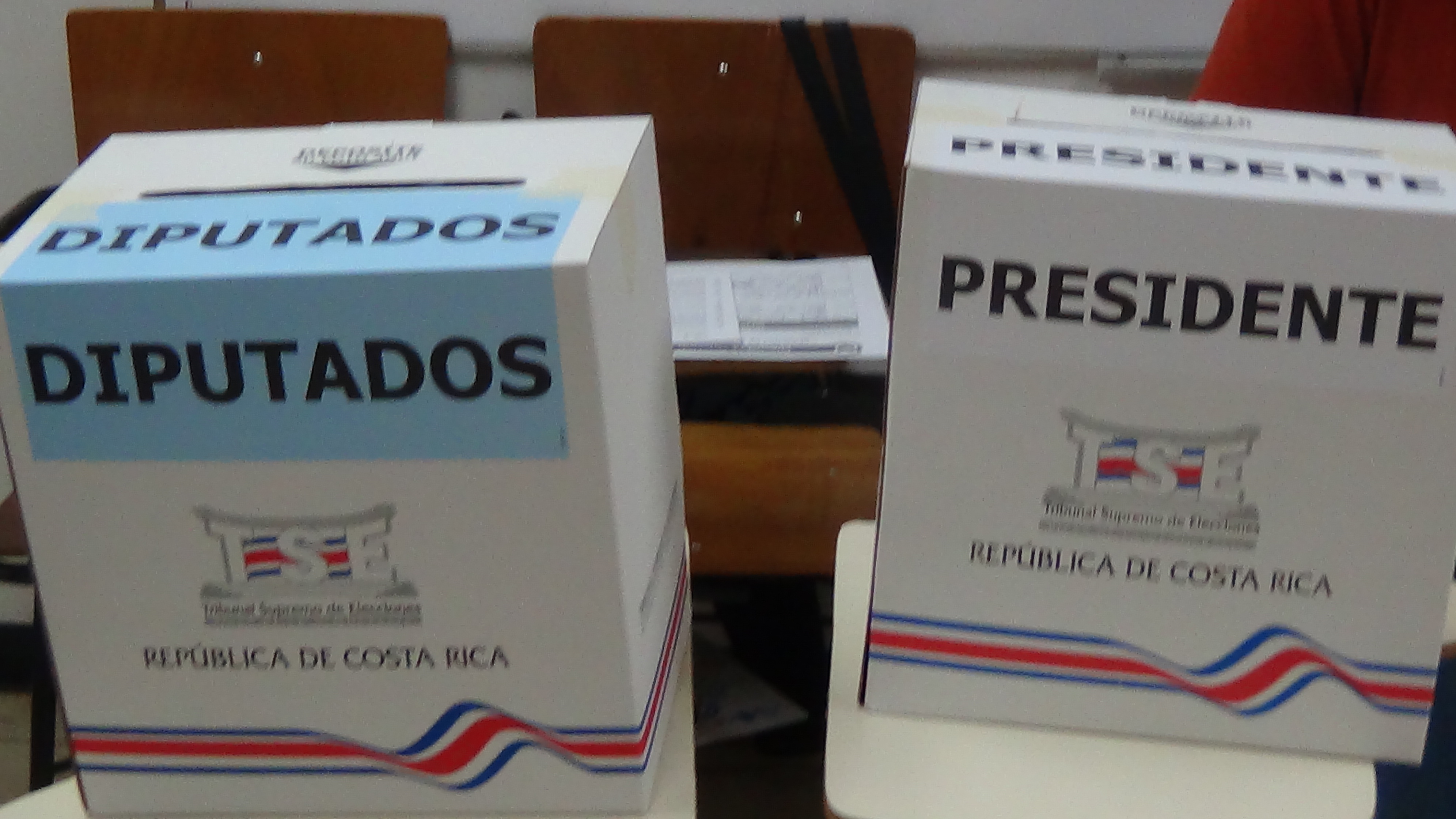
Urnas electorales para Presidente y Diputados
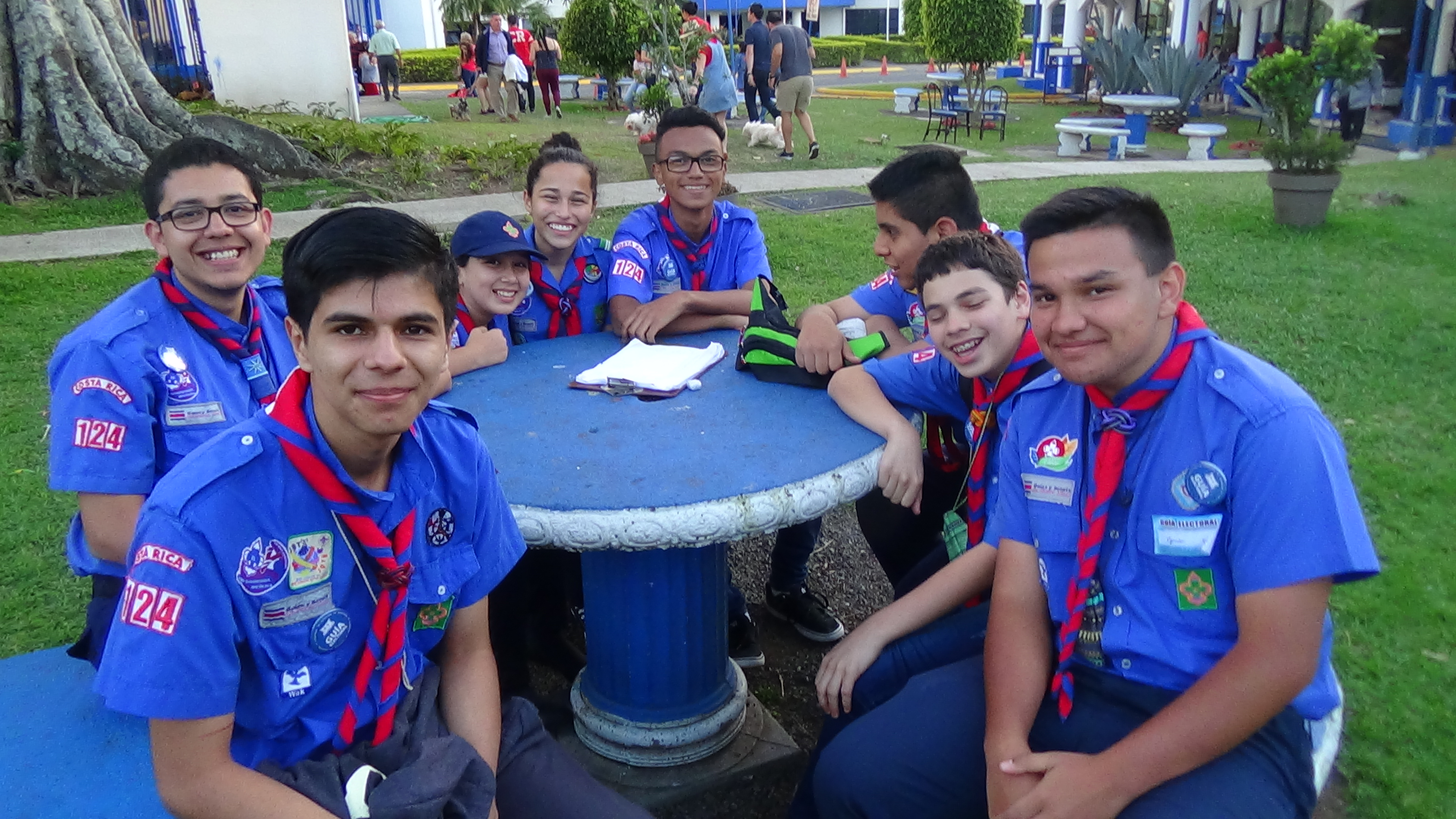
Guías y Scouts costarricenses quienes asistieron a los votantes durante los comicios
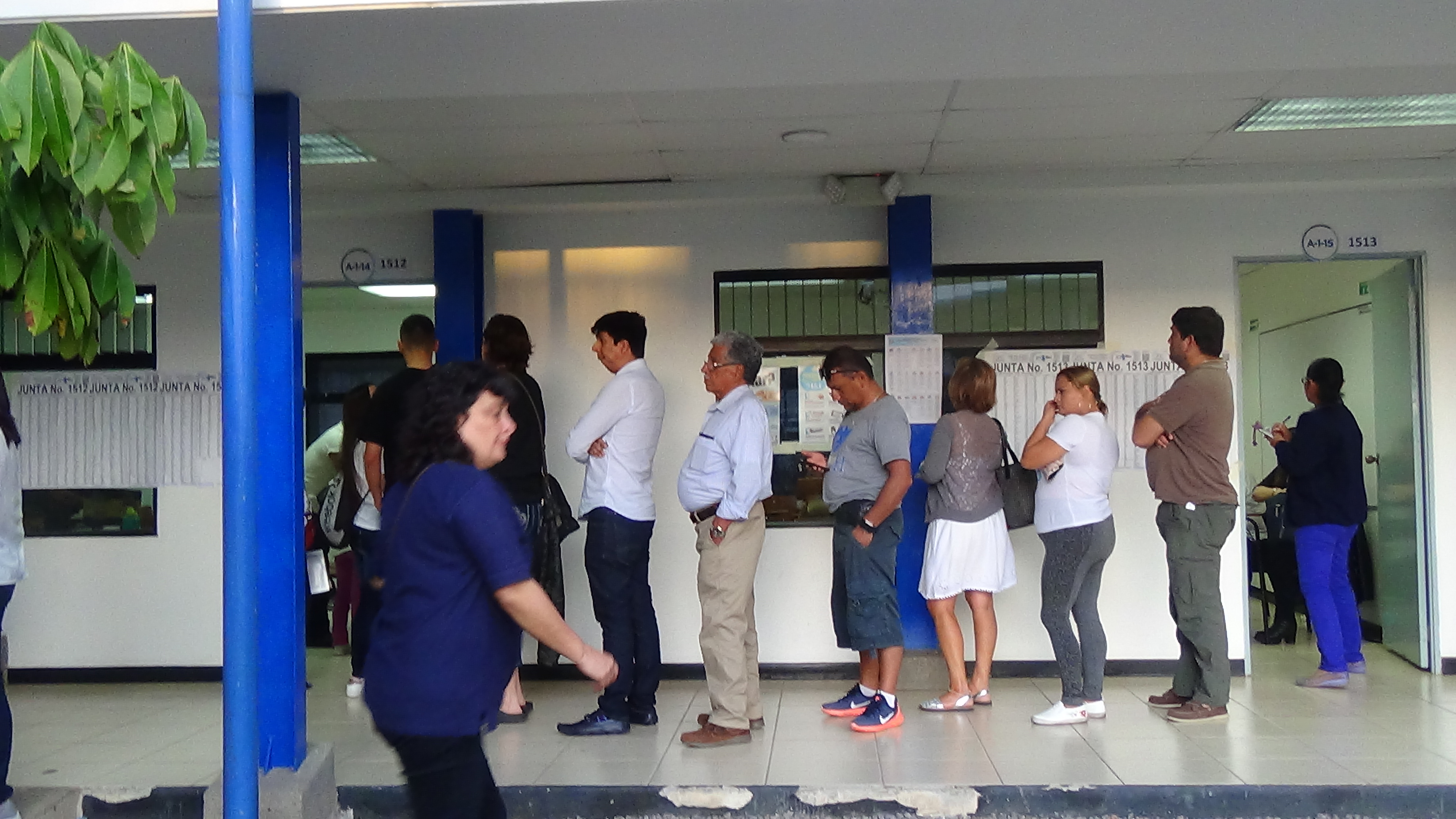
Electores en fila para votar
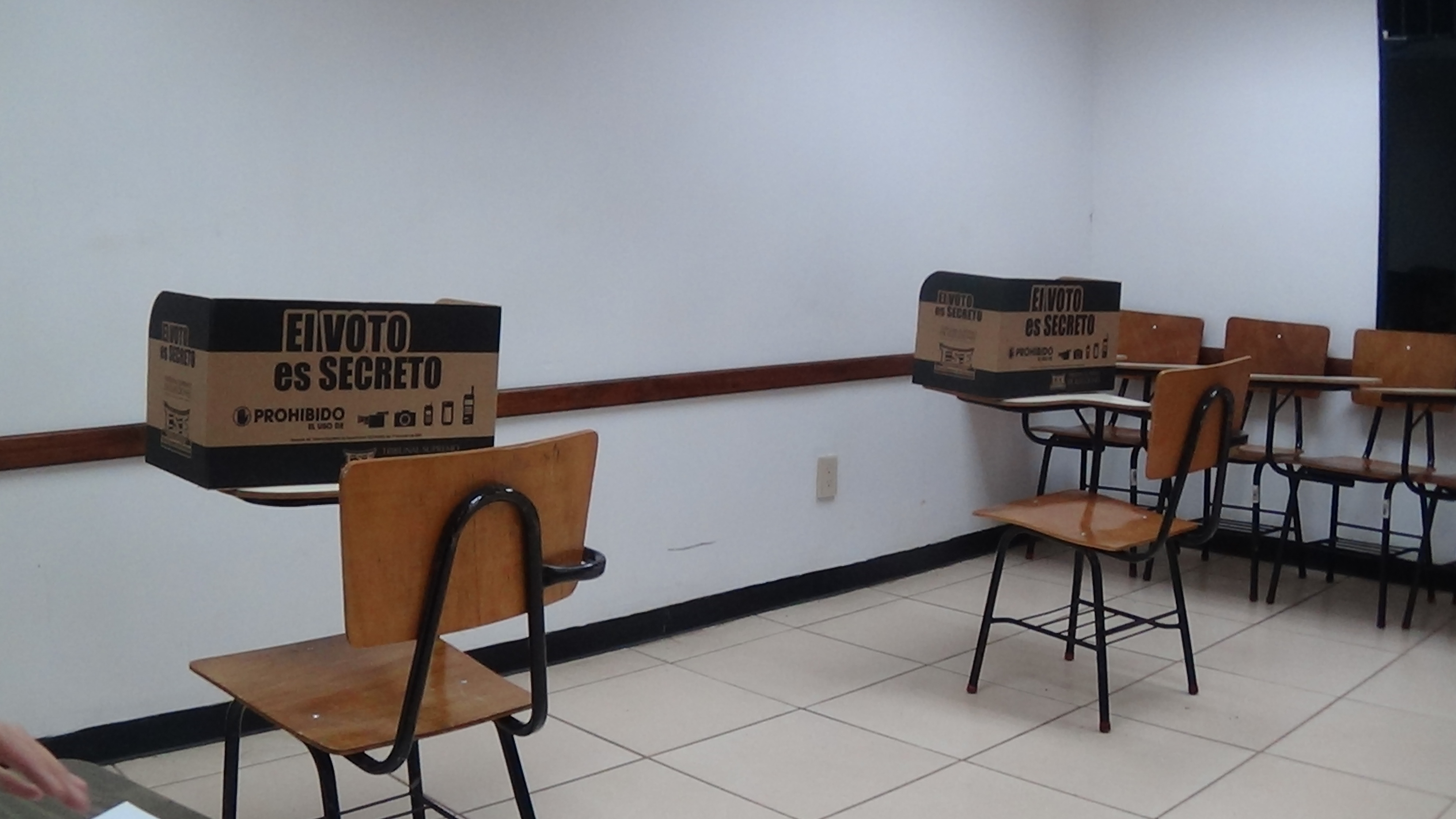
Mamparas de votación
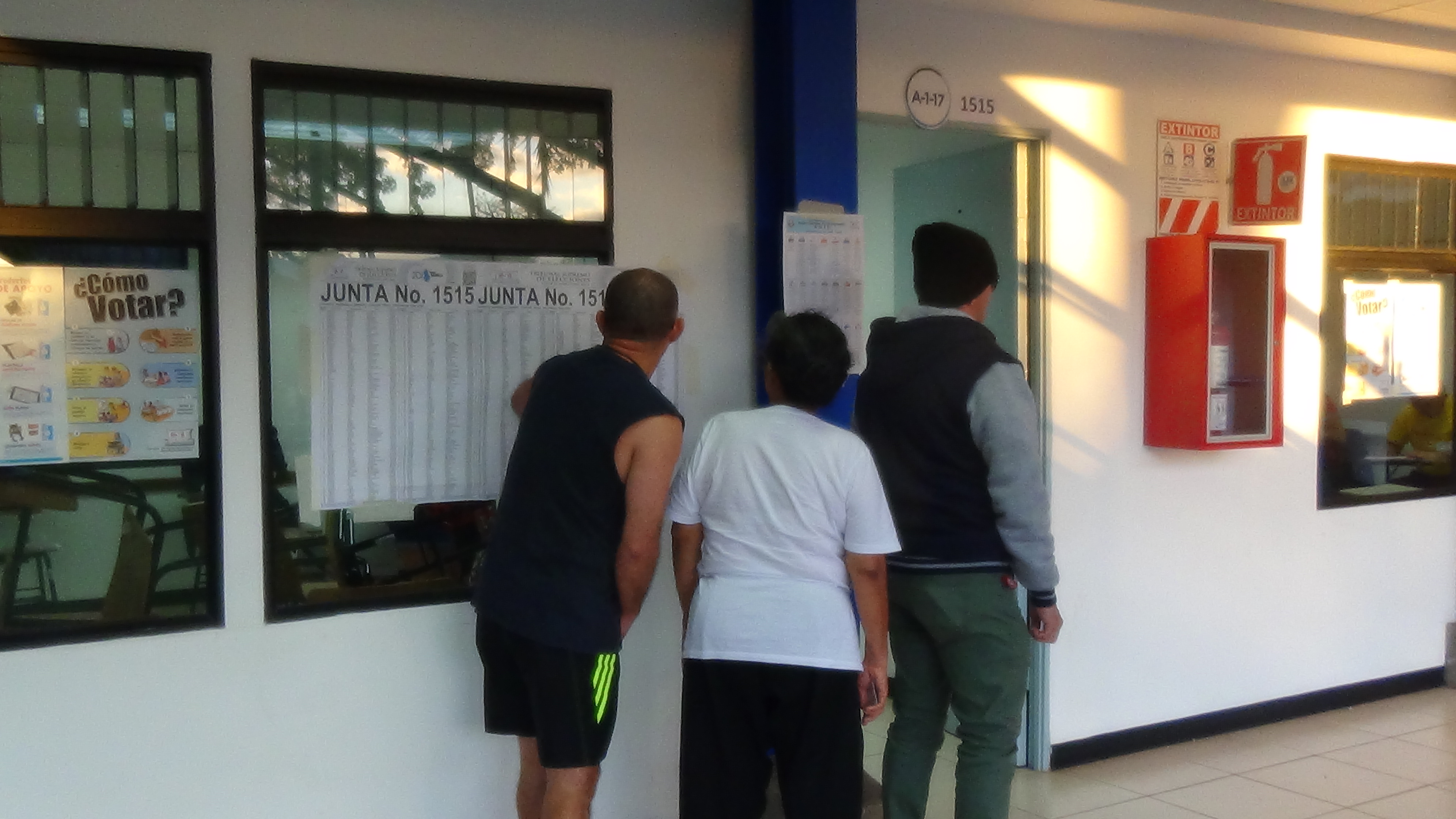
Votantes buscándose en el padrón